# Achille Varzi
Vous lisez un « article de qualité » labellisé en 2014.
Pour les articles homonymes, voir Achille (homonymie).
Achille Varzi, né le 8 août 1904 à Galliate dans le royaume d'Italie et mort le 1er juillet 1948 à Bremgarten bei Bern en Suisse, est un pilote automobile et motocycliste italien. Considéré comme l'un des meilleurs pilotes de l'entre-deux-guerres, Achille Varzi reste célèbre tant pour son style de conduite réputé très sûr que pour sa rivalité avec Tazio Nuvolari.
Issu d'une famille aisée, Varzi découvre le pilotage moto en 1921, à dix-sept ans ; il remporte sa première course l'année suivante et devient champion d'Italie de vitesse moto en catégorie 350 cm3 en 1923. Varzi et Nuvolari, dont il devient l'ami, s'imposent rapidement comme des vedettes de la discipline. Varzi remporte un nouveau titre de champion d'Italie, en 500 cm3, en 1926. En 1928, Varzi et Nuvolari se lancent en compétition automobile au sein de la Scuderia Nuvolari. De plus en plus souvent battu par Nuvolari, Varzi quitte l'écurie et achète une Alfa Romeo P2 qui lui permet de reprendre l'ascendant en 1929. L'année suivante, il remporte une victoire majeure à la Targa Florio, la première d'une voiture italienne depuis cinq ans dans cette épreuve. En cours d'année, sur Maserati, il remporte le championnat d'Italie des pilotes et garde l'avantage sur Nuvolari.
La saison 1931 voit la création du championnat d'Europe des pilotes. Varzi, pilote officiel Bugatti, remporte le Grand Prix de France avec Louis Chiron et termine sixième du championnat. Varzi, fidèle à Bugatti jusqu'en 1933, rejoint la Scuderia Ferrari en 1934 et remporte six victoires. À l'aube de la saison 1935, pour la reprise du championnat d'Europe des pilotes, le consortium Auto Union le recrute. Il rencontre Ilse Pietsch, l'épouse de son coéquipier Paul Pietsch, qui devient sa maîtresse. Victime de la propagande menée par l'axe Rome-Berlin lors du Grand Prix de Tripoli 1936 et initié par sa maîtresse à la morphine, il sombre dans la drogue. Il s'éloigne des circuits et ne dispute que quatre courses entre 1937 et 1938.
Pendant la Seconde Guerre mondiale, il vainc son addiction à la morphine, se sépare d'Ilse Pietsch et épouse une ancienne amie. Revenu aux courses en 1946, Varzi remporte plusieurs victoires lors de la Temporada Argentina. En Argentine, il rencontre Juan Manuel Fangio et songe à prendre sa retraite pour fonder une école de pilotage. Mais lors du Grand Prix de Suisse 1948, sous la pluie de Bremgarten où, quelques heures plus tôt, Omobono Tenni meurt lors du Grand Prix moto, Varzi se tue dans un accident.
L'influence de Varzi est telle que l'Automobile Club d'Argentine fonde la Scuderia Achille Varzi pour faire débuter en Europe plusieurs pilotes qui marqueront leur époque comme José Froilán González ou Juan Manuel Fangio, qui déclare que Varzi est son modèle et l'homme qui influença le plus sa carrière.

## Biographie

### Jeunesse et débuts à moto
Fils de Giuseppina Colli Lanzi et de Menotti Varzi, un riche manufacturier de coton qui officie au sein de l'entreprise familiale Rossari e Varzi fondée par son frère, le sénateur Ercole Varzi, Achille Varzi naît à Galliate le 8 août 1904. Il suit rapidement les traces de ses frères Angelo et Anacleto pour devenir pilote moto,,,,,,,,,,. Si la fortune familiale permet aux fils Varzi de disposer des machines les plus efficaces et dispendieuses de l'époque (Garelli, AJS, Norton ou Sunbeam), elle n'est pas suffisante pour financer un passage en sport automobile pour les trois enfants, d'autant que leur père préfère les voir courir à moto « parce que ça se fait plus vite »,,,,,.

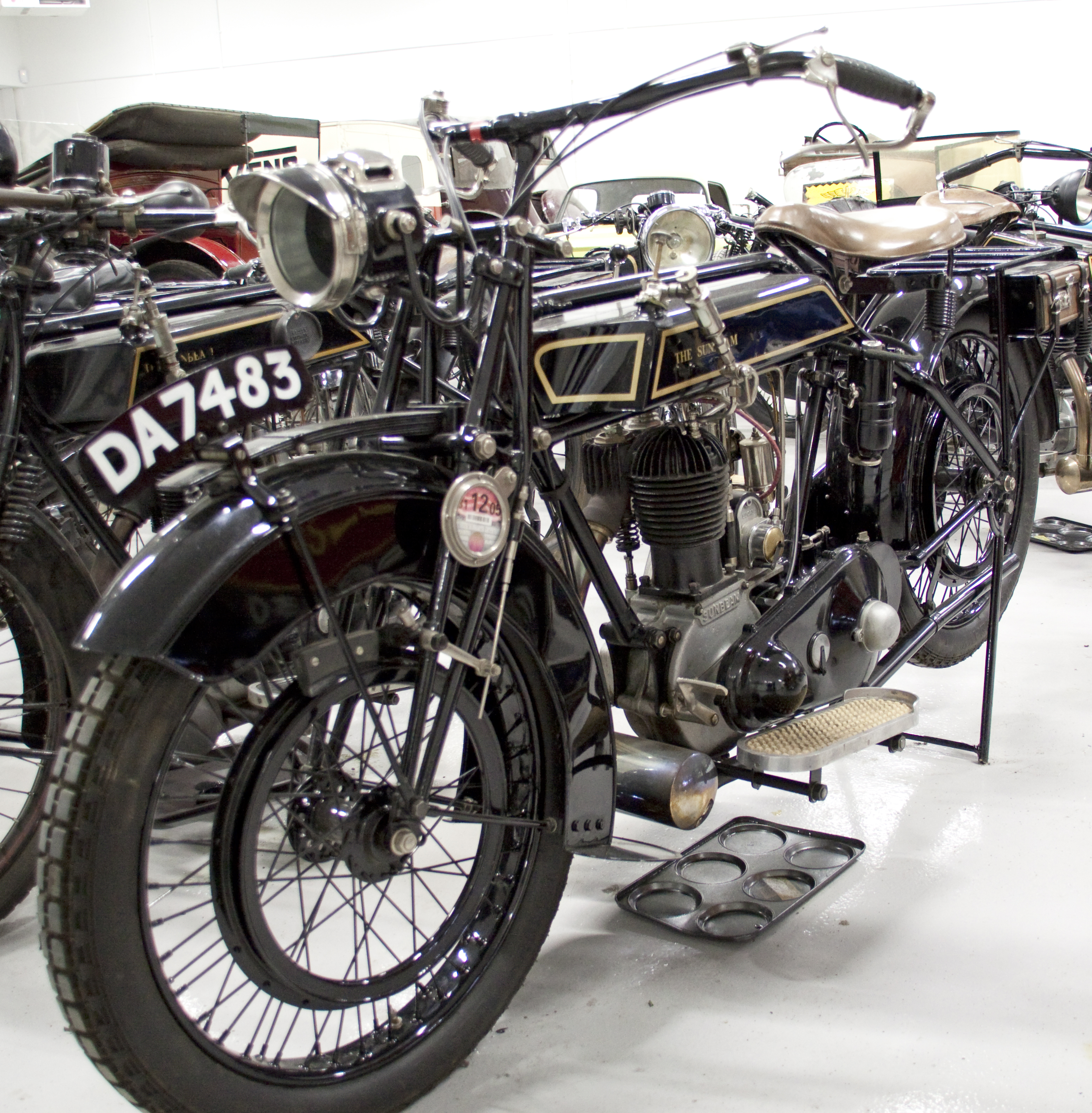
Achille Varzi court sur moto avec une Sunbeam contemporaine à celle-ci dans ses premières années de compétition en sports motocyclistes.

À dix-sept ans, Achille Varzi pilote officiellement avec l'accord paternel. En 1922, il remporte sa première course, le Circuito del Tigullio,,,. L'année suivante, il remporte huit victoires (Pérouse, Parme, Busto Arsizio, Padoue, Lasnigo, Trévise, Turin et Messine,,,,,,,,) et devient champion d'Italie de vitesse moto en catégorie 350 cm3,. À dix-neuf ans, bien qu'encore mineur, il devient champion en catégorie senior, ce qui fait de lui l'une des vedettes de la discipline,,,.
La carrière de Varzi, jusqu'alors confinée à l'Italie, prend une aura internationale qui le conduit à se consacrer exclusivement au pilotage de motos de 500 cm3. En juin 1924, il se présente au Tourist Trophy de l'île de Man, une des plus importantes courses de motos. Durant l'épreuve, il choisit de heurter un mur pour éviter de rouler sur un pilote local, tombé juste devant lui ; légèrement blessé dans la manœuvre, il doit abandonner mais remporte le Nisbet shield qui récompense le fair-play et devient encore plus populaire,,.
Cette même année, malgré ses cinq victoires (Catalogne, Varèse, Pontassieve, Parme et Naples,,,), Varzi est dominé par Tazio Nuvolari en championnat d'Italie. Les deux hommes se rencontrent lors du Circuito di Parma et, bien que de douze ans son aîné, Nivola devient son ami et, plus tard, son plus grand rival,,. Varzi et Nuvolari forment alors un duo d'adversaires aux antipodes : le premier est silencieux, froid et dans la retenue alors que le second est bavard, chaleureux et exubérant. Les deux rivaux se portent pourtant un respect et une admiration mutuelle. L'Italie ne tarde pas à se diviser entre Nuvolariani et Varziani et à se passionner pour leurs duels,.
Varzi poursuit sa carrière sur deux roues, au guidon d'une Sunbeam de 500 cm3. La saison 1925 est éprouvante : il abandonne huit fois en treize courses et ne remporte qu'une seule épreuve, le Circuito di Novara. Il se console avec la Visitors Cup qui récompense la meilleure prestation d'un pilote étranger lors du Tourist Trophy de l'île de Man,.

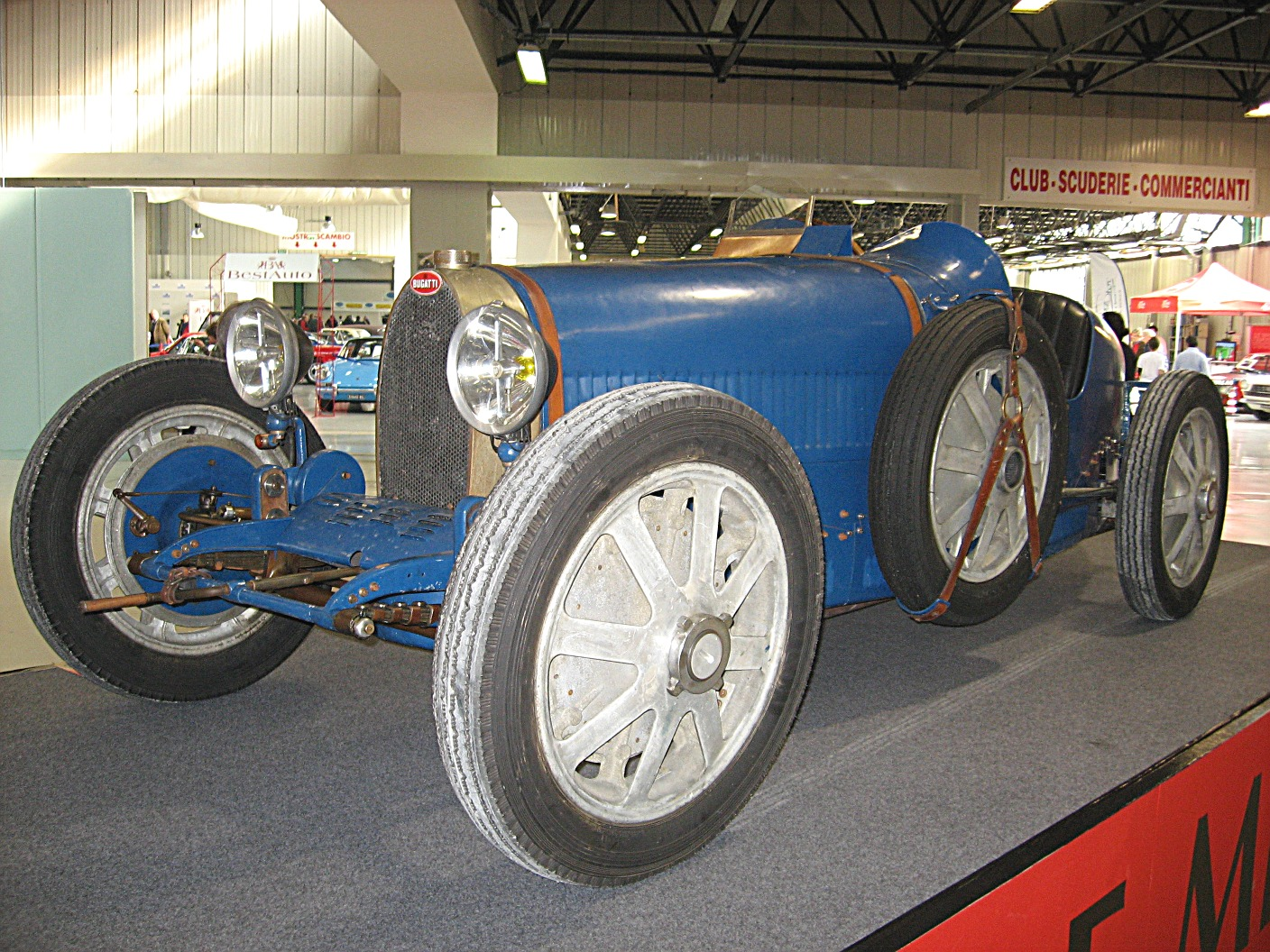
Achille Varzi participe à son premier Grand Prix, à Milan et en 1926 sur une Bugatti Type 37. Malgré son abandon, cette monoplace dotée d'un demi-moteur de Type 35 (avec quatre cylindres en ligne) lui donne le goût de l'automobile.

Les résultats reviennent dès l'année suivante. Malgré un abandon en début de saison sur le circuit d'Ostie, Varzi termine trois courses de rang aux avant-postes, incluant une deuxième place à la Targa Florio motocycliste. À Turin, il remporte sa première victoire de la saison et récidive à Stradella,,. Il termine septième du Tourist Trophy de l'île de Man en catégorie sénior et remporte à nouveau la Visitors Cup,,. Après cette parenthèse britannique, il rentre en Italie, renoue avec les places d'honneur puis réalise une série de quatre victoires consécutives à Rimini, Monza (pour le Grand Prix des Nations), Lodi et Mantoue,,,, ce qui lui permet de devenir champion d'Italie de vitesse moto en catégorie 500 cm3,,,.
En fin de saison, Varzi s'initie au pilotage automobile lors d'une séance d'essai organisée par le Club dei Cento all'Ora . Les participants doivent couvrir cent kilomètres à plus de 100 km/h de moyenne mais la Bugatti de 1,5 l sur laquelle court Varzi a un défaut qui l'empêche de réaliser les minima. Vailati, un ami et soutien, lui confie une Bugatti Type 37A avec laquelle il participe à son premier Grand Prix automobile, à Milan,,,,. Malgré un abandon sur panne mécanique, Varzi déclare « … c'était facile et naturel, comme si j'avais toujours conduit »,,,.
En 1927, Varzi devient pilote officiel pour Moto Guzzi puis pour la Squadra Bianchi où officie également Nuvolari mais ne parvient pas à reproduire les résultats de la saison précédente. Après des débuts encourageants et une victoire au Circuito del Savio, il abandonne six fois consécutivement,,. Sa saison se résume à une victoire, une cinquième place au Tourist Trophy et sept abandons,,. En compétition automobile, il participe aux Mille Miglia avec une Lancia Lambda mais, sans espoir de bon classement, renonce,.

### La course à l'armement

#### 1928: premiers pas en auto et début de la rivalité avec Nuvolari
Tazio Nuvolari qui vient, comme Emilio Materassi l'année précédente, de créer sa propre équipe de course automobile, la Scuderia Nuvolari,,, propose à Varzi de le rejoindre. Varzi s'associe à Amedeo Bignami, un mécanicien qui lui restera fidèle jusqu'à la fin de sa carrière et qui a commencé sa carrière avec Alfa Corse, et, avec le concours de Cesare Pastore, acquiert une Bugatti Type 35 pour l'ouverture de la saison 1928, au Grand Prix de Tripoli,. Nuvolari s'y impose avec une importante avance sur Varzi, troisième,,,,. Le reste de sa saison est une suite d'abandons dont émergent deux deuxièmes places, aux Grands Prix d'Alexandrie et d'Italie,,,. Pour ce dernier Grand Prix de la saison, endeuillé par l'accident d'Emilio Materassi, Varzi, qui s'estime éclipsé par les performances de Nuvolari, quitte l'écurie et s'associe à Giuseppe Campari : pour 75 000 lires, il prend une participation dans l'achat d'une Alfa Romeo P2 vieille de cinq ans,,,. Sur cette nouvelle monture il tient la comparaison face au vainqueur, Louis Chiron et termine deuxième devant Nuvolari,,.
Parallèlement, il poursuit en compétition motocycliste où il obtient de meilleures performances : en quatre courses il remporte deux victoires, au Circuito del Lario et à Rome, termine une fois quatrième et abandonne une seule fois,,.

#### 1929: départ de la Scuderia Nuvolari et premier titre de champion d'Italie des pilotes auto
Comme l'année précédente, la saison de Grands Prix débute à Tripoli où Varzi se présente avec une Alfa Romeo P2 chaussée de pneus spécialement sculptés ; il prend les devants pendant les deux premiers tours mais abandonne à cause d'un réservoir percé,,. Assisté de Gioacchino Colombo, il termine troisième des Mille Miglia sur une Alfa Romeo 6C 1750 SS,,. Une semaine plus tard, il obtient sa première victoire en monoplace à Alexandrie,,,.
Alternant les engagements en courses de voitures de sport et en Grands Prix, il remporte cinq nouvelles épreuves : le Grand Prix de Rome, la Coppa Montenero, la course Trieste-Opicina et les Grands Prix de Guipuzcoa et de Monza,,,,,,,,,,,.
Lors de ce dernier Grand Prix, après avoir perdu un temps considérable pour changer une bougie, il réussit, en l'espace de onze tours, à combler son tour entier de retard sur Luigi Arcangeli, réalisant même le meilleur tour en course à 200 km/h alors que le circuit est théoriquement conçu pour une vitesse moyenne de 190 km/h maximum (les tifosis rebaptiseront l'Autodromo Nazionale di Monza en Varzodromo) pour s'impose d'un cinquième de seconde,,. Arcangelli, déclare après la course : « Je ne comprends pas comment j'ai fait pour perdre et comment a fait Achille pour me doubler avec une machine qui n'est pas plus puissante que la mienne »,. À la fin de la saison, Varzi est sacré champion d'Italie de la discipline,,,.
Durant cette période, il ne s'engage quasiment plus en compétition motocycliste où ses performances restent néanmoins de premier plan puisque, en seulement trois participations, il termine deux fois vainqueur, au Circuito del Lario et au Grand Prix des Nations,,.

#### 1930: deuxième titre de champion d'Italie avec Alfa Romeo et Maserati

Tazio Nuvolari et Battista Guidotti remportent les Mille Miglia en parcourant les derniers kilomètres tous feux éteints. Trompés par la manœuvre, les commissaires de course annoncent à tort à Varzi qu'il est en tête. Se découvrant battu à l'arrivée, la tension entre les deux pilotes s'accroît.

Lié à la Scuderia Ferrari, Achille Varzi entame la saison 1930 à Tripoli où les essais sont endeuillés par l'accident du populaire Gastone Brilli-Peri,. Alfa Romeo ne parvenant pas à lui fournir une P2 reconditionnée, il prend le départ au volant d'une Bugatti Type 35C dont le moteur casse dès le premier tour,.
Il fait l'impasse sur le Grand Prix de Monaco pour disputer les Mille Miglia où il est confronté à la qualité de pilotage de Tazio Nuvolari assisté de Battista Guidotti qui, selon la légende, terminent la course tous feux éteints afin de tromper la vigilance des commissaires de course qui annoncent ainsi à Varzi qu'il est premier. Tandis que Varzi baisse de rythme, persuadé de remporter la course, son rival, en tête, accroît peu à peu son avance,. Lorsque Varzi découvre, une fois arrivé, qu'il est second, il se sent trahi d'une part par le directeur d'écurie Vittorio Jano qui n'a pas pris la peine de clarifier la situation, d'autre part par Nuvolari. L'amitié entre les deux pilotes est brisée à l'issue de cette course ,,,. Giuseppe Campari déclare à la fin de la course : « Ce soir, pour battre Nuvolari, nous aurions souhaité le diable. Et peut-être même qu'il n'en aurait pas été capable… »,.
La suite de la saison lui est plus favorable puisqu'il renoue immédiatement avec la victoire à Grand Prix d'Alexandrie,,,. Deux semaines plus tard, la Targa Florio devient le théâtre d'un duel contre Louis Chiron. Le circuit des Madonies, très abrasif, met à mal les pneumatiques au point que Chiron ayant utilisé toutes ses gommes de rechange, laisse délibérement sur le bord de la route son cric, ses outils et les pneus usagés pour alléger sa voiture,. De son côté, Varzi sait qu'il ne peut plus s'arrêter dans son dernier tour, sous peine de perdre la course or son réservoir d'essence est percé. Son mécanicien doit ainsi régulièrement le remplir de carburant alors que la voiture est en marche,. Lorsque des gouttes tombent sur le pot d'échappement qui s'embrase, Varzi, continue d'avancer pied au plancher alors que flammes lui léchent le cou puis tend à son mécanicien l'assise de son siège pour éteindre le sinistre. Si l'incident le retarde, Varzi obtient une victoire retentissante au volant de son Alfa Romeo P2,,,,,. Varzi étant devenu encore plus populaire après ce succès, la fracture entre les Varziani et les Nuvolariani, s'accroît.

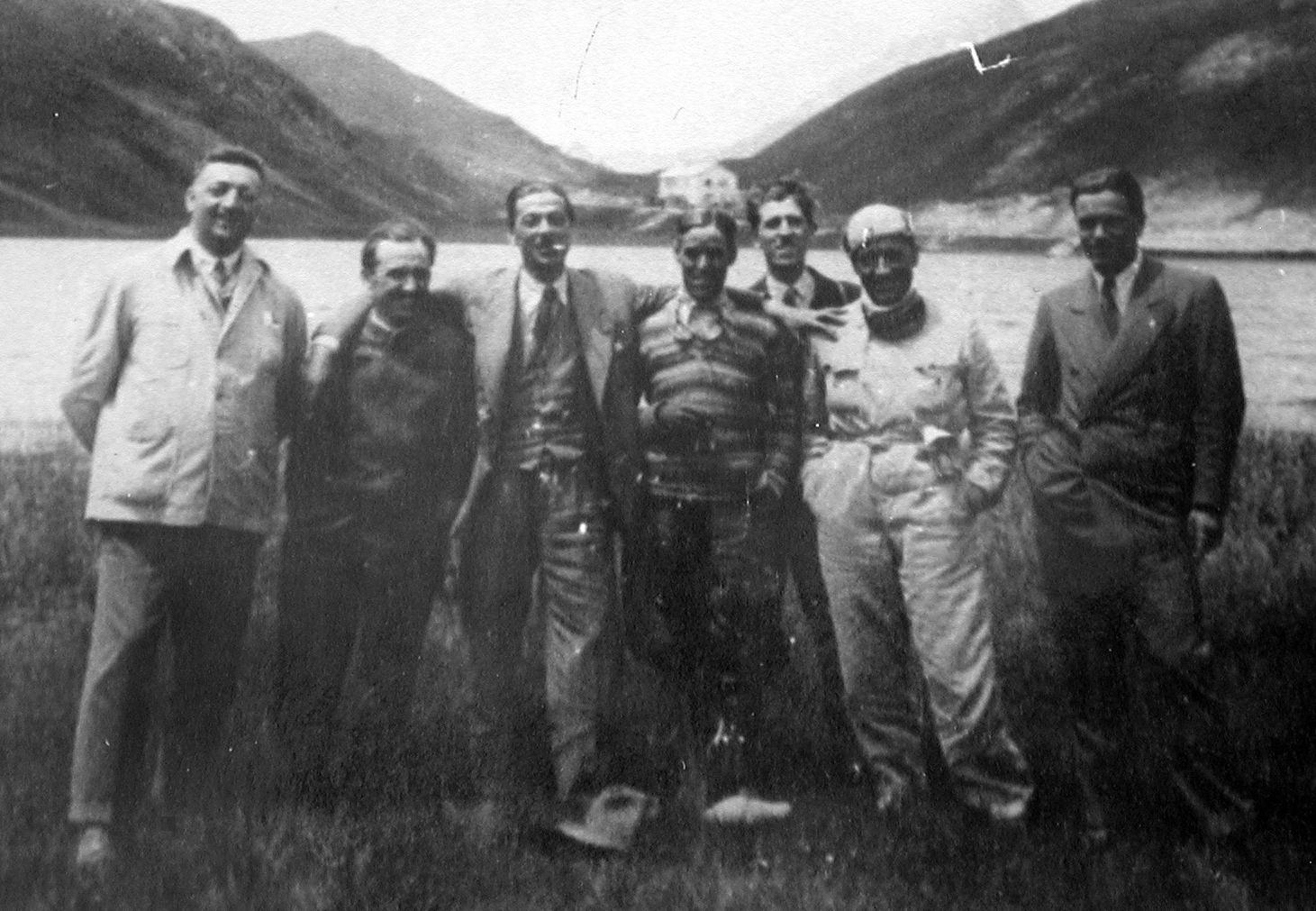
Les membres de l'écurie Alfa Romeo prennent la pause peu avant la course de côte de Cuneo. Achille Varzi est le deuxième sur la droite.

La réussite le quitte ensuite pour plusieurs mois puisqu'il abandonne à quatre reprises, à Rome, à la course de côte de Cuneo, à Dublin pour le Grand Prix d'Irlande et à la Coppa Montenero,,,,,,,.
Pendant cette mauvaise passe, il renoue avec la moto : il s'engage au Tourist Trophy, où il termine à une lointaine douzième place en 350 cm3 mais remporte le Grand Prix moto d'Italie à Livoure,,.

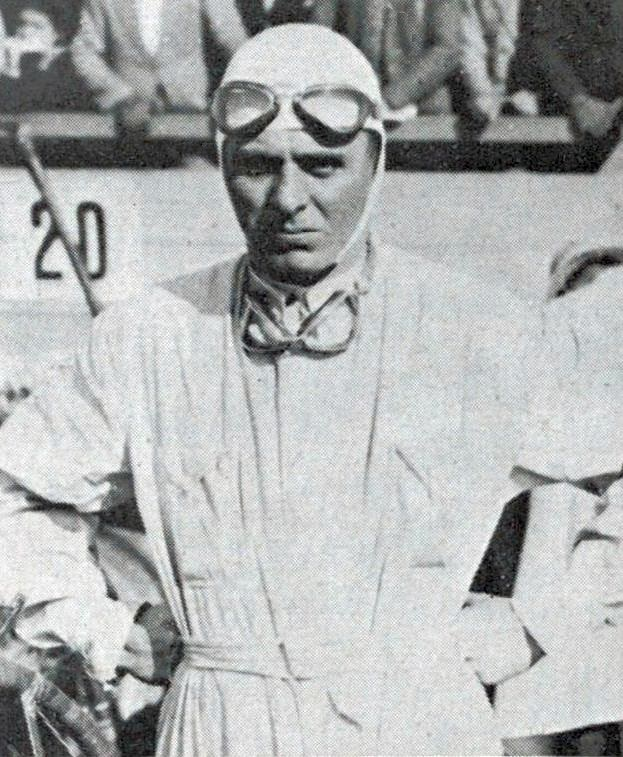
Varzi sur Maserati Tipo 26 M sauve sa fin de saison avec une victoire au Grand Prix de Monza.

Pour en finir avec les déceptions en automobile, Varzi remplace son Alfa Romeo P2 par une Maserati Tipo 26 M avec laquelle il s'impose à Pescara lors de la Coppa Acerbo,,,,,,. Varzi, Nuvolari et Giuseppe Campari se voient confier des Alfa Romeo 6C 1750 GS pour participer au RAC Tourist Trophy ; dominé par ces derniers, Varzi quitte le Royaume-Uni sans victoire,,.
En Europe continentale, Varzi et sa Maserati renouent avec la victoire aux Grands Prix de Monza et de Saint-Sébastien,,,,,,.
À la fin de la saison, Varzi, champion d'Italie des pilotes avec quatre points pour ses victoires à Alexandrie, à la Targa Florio, à Pescara et à Monza,,,,,, inaugure un complexe sportif dans sa ville natale de Galliate puis décide de quitter l'écurie officielle Maserati,.

### Période stable avec Bugatti

#### 1931: l'année des premières
En 1931, il intègre l'écurie Bugatti, dirigée par Meo Costantini, et fait désormais équipe avec Louis Chiron, Albert Divo, Guy Bouriat et Caberto Conelli,,,. Cette décision de quitter une équipe italienne provoque l'incompréhension des tifosis, il passe même pour un traître auprès de certains d'entre eux.
La firme de Molsheim remplace sa vieillissante Type 35 par la Type 51 en vue d'obtenir de bons résultats dans le championnat d'Europe des pilotes qui débute le 24 mai, en Italie,,. Reprenant les règles du défunt championnat du monde des constructeurs, il compte trois épreuves de dix heures chacune, en Italie, France et Belgique, l'Espagne qui prévoyait d'organiser une quatrième manche s'étant rétractée,,,. Les points attribués lors de chaque épreuve tiennent compte du classement et de la distance parcourue et, à la fin de la saison, le vainqueur est le pilote ayant reçu le moins de points ; en cas d'égalité, le vainqueur est celui qui a parcouru la plus grande distance. Les quatre premiers classés reçoivent un, deux, trois et quatre points ; les suivants sont sanctionnés de quatre points s'ils ont parcouru plus des trois quarts de la distance, cinq points s'ils ont parcouru plus de la moitié de la distance, six points s'ils ont parcouru plus du quart de la distance et sept points s'ils ont parcouru moins du quart de la distance ; une non-participation est sanctionnée de huit points,,.
Bugatti ne s'engage pas officiellement au Grand Prix d'ouverture, en Tunisie, mais envoie Varzi qui inaugure la Type 51, peinte dans une inhabituelle livrée Rosso Corsa au lieu du traditionnel bleu roi des monoplaces françaises. Le tirage au sort des positions de départ offre la pole position au Polonais Stanisław Czaykowski et la quatrième place à Varzi. Second à l'issue du premier tour, Varzi prend l'ascendant sur la Maserati d'usine de Luigi Fagioli dès la boucle suivante. Si deux problèmes de pneus le ralentissent au point de lui faire perdre un temps durant la tête de l'épreuve, il profite des problèmes d'allumage de Fagioli pour remporter facilement le Grand Prix avec une confortable avance pour sa première course sur la Type 51,,,,. Deux semaines plus tard, engagé en solitaire à titre privé aux Mille Miglia sur une Bugatti Type 50, il abandonne rapidement,,.

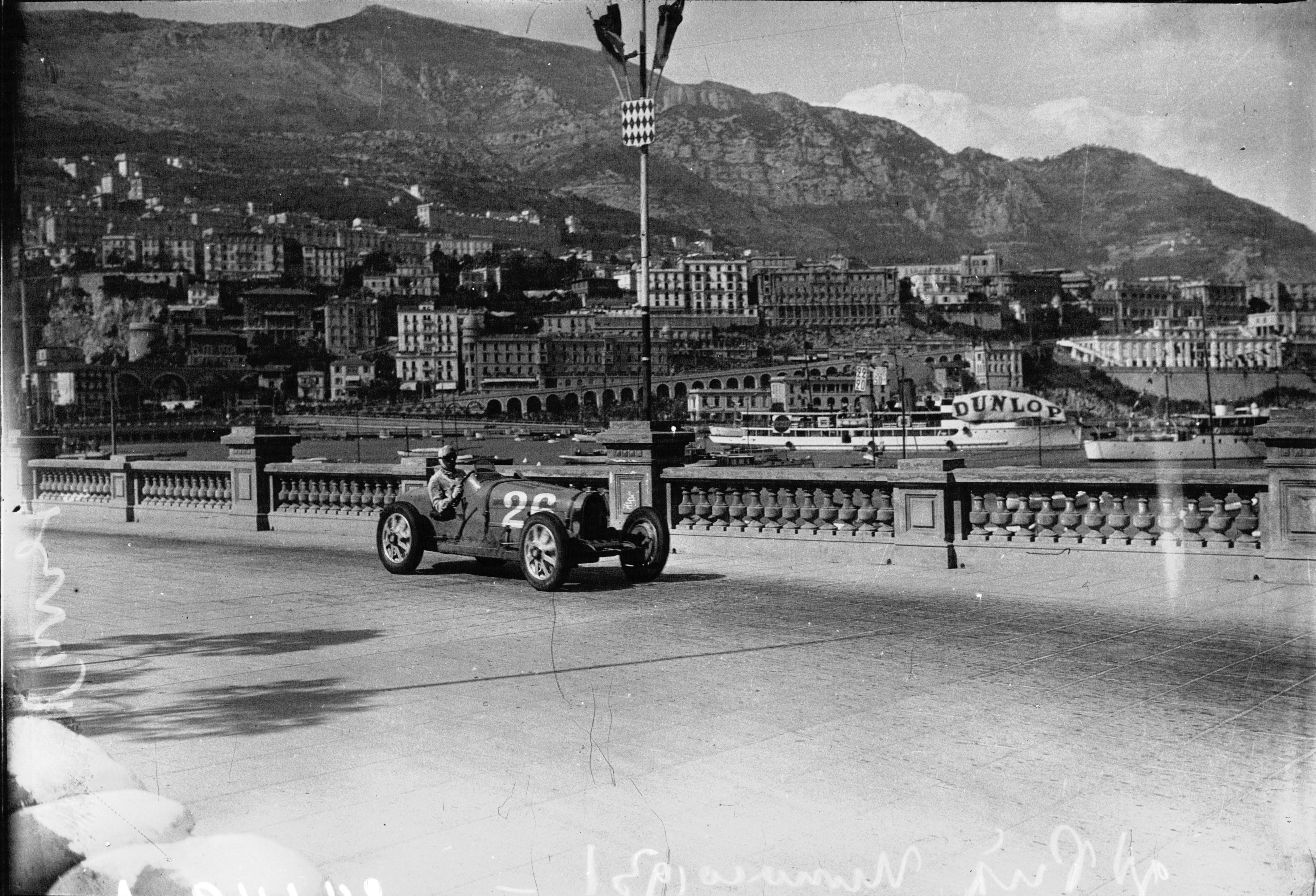
Dans les rues de la principauté de Monaco, Varzi mène un numéro d'équilibriste pour surmonter la perte d'une roue et obtient la troisième place finale, arrachée de haute lutte, du troisième Grand Prix de Monaco.

À Monaco, s'il s'élance depuis la lointaine quatrième ligne, il remonte un à un ses adversaires pour mener au neuvième tour. Il conserve cette position vingt tours durant lorsqu'il percute le trottoir juste avant le tunnel, ce qui perfore son pneu et brise la jante. S'appuyant sur la jante nue et endommagée tout en cherchant à ne pas abîmer le tambour de frein, il repart et rallie les stands sur trois roues. Bien que le tôlier ne manque pas de jantes, les réparations lui coûtent quatre minutes et cinq places. Reparti sixième, il remonte son handicap et boucle le centième et dernier tour en troisième position, au contact de la Maserati de Fagioli,,,.
Varzi renoue avec la victoire à Alexandrie, lors d'une course limpide : en tête durant toute l'épreuve, il inflige au moins un tour de retard à la majorité des autres coureurs,,,.
À la Targa Florio, Varzi manque de peu de réaliser un exploit. Premier à s'élancer, sur sa Bugatti personnelle, et ainsi privé de tout moyen de connaître sa position relative par rapport à ses poursuivants, il se maintient en tête jusqu'au quatrième et dernier tour du grand circuit des Madonies embourbé par les fortes pluies de la veille. Ayant renoncé au départ à ajouter des garde-boue à sa voiture, il cède du terrain dans les derniers kilomètres, de plus en plus gêné par la boue, le sable et les pierres. Tazio Nuvolari et Baconin Borzacchini, équipés de garde-boue, le passent, ne lui laissant que la dernière marche du podium,,.
L'épreuve inaugurale du championnat d'Europe des pilotes se tient en Italie. L'épreuve durant dix heures, Achille Varzi fait équipe avec Louis Chiron sur une Type 51 ; l'Italien prend le départ et la tête de la course dès la fin du premier tour. Après plus de deux heures au volant, il s'arrête pour réparer ses pneus et est relayé par le Monégasque qui revient rapidement aux stands pour abandonner, trahi par le différentiel de la monoplace. Varzi supplée alors l'équipage Albert Divo-Guy Bouriat qu'il aide à terminer troisième,,. Au championnat, il est sanctionné de six points pour son abandon avant la mi-course mais ne bénéficie pas du résultat acquis sur la voiture de Divo et Bouriat,.

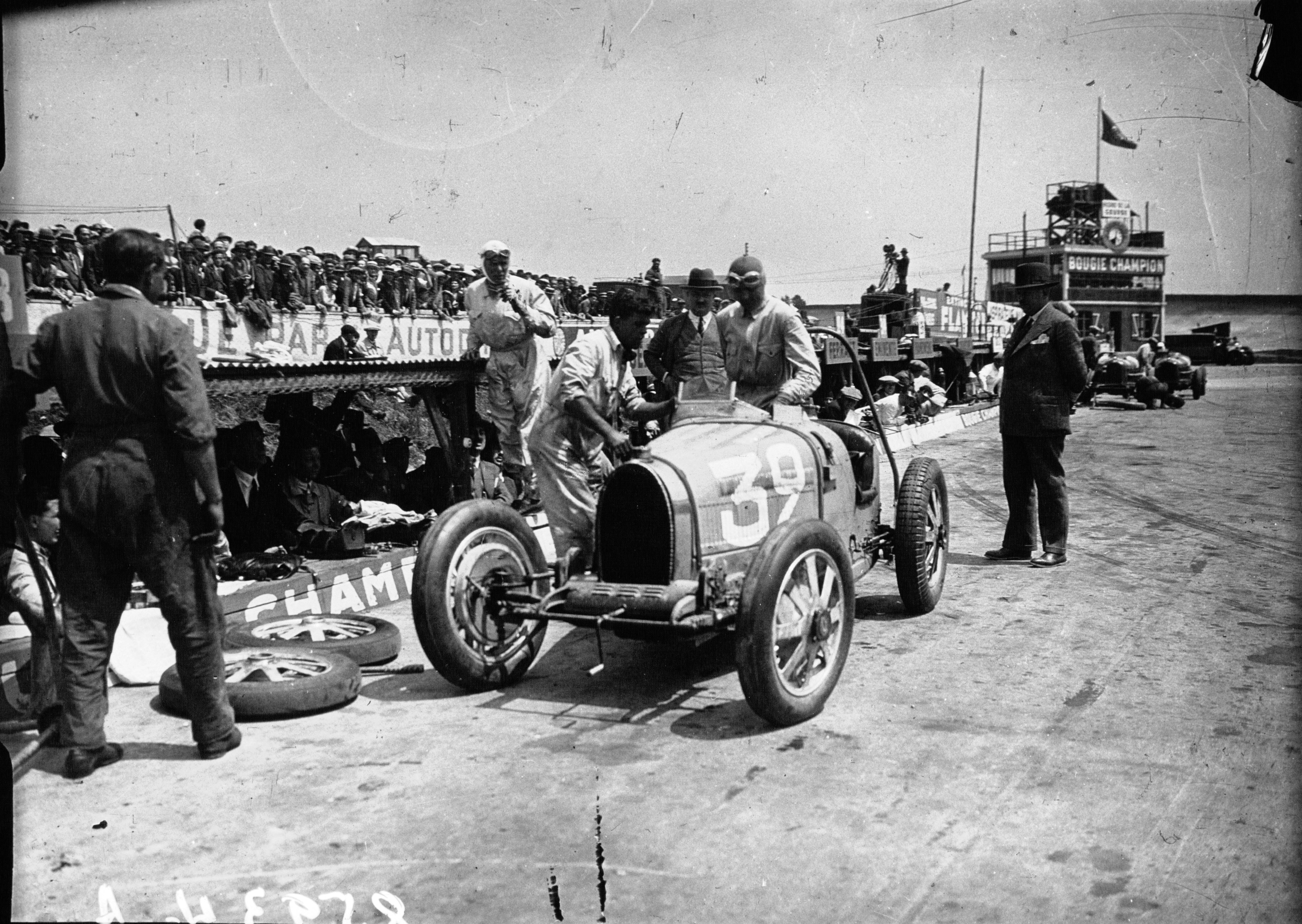
Louis Chiron prend le relai d'Achille Varzi (à gauche de l'image, portant un bonnet blanc et se mettant à l'abri dans la fosse, une cigarette à la bouche) lors du Grand Prix de l'ACF 1931.

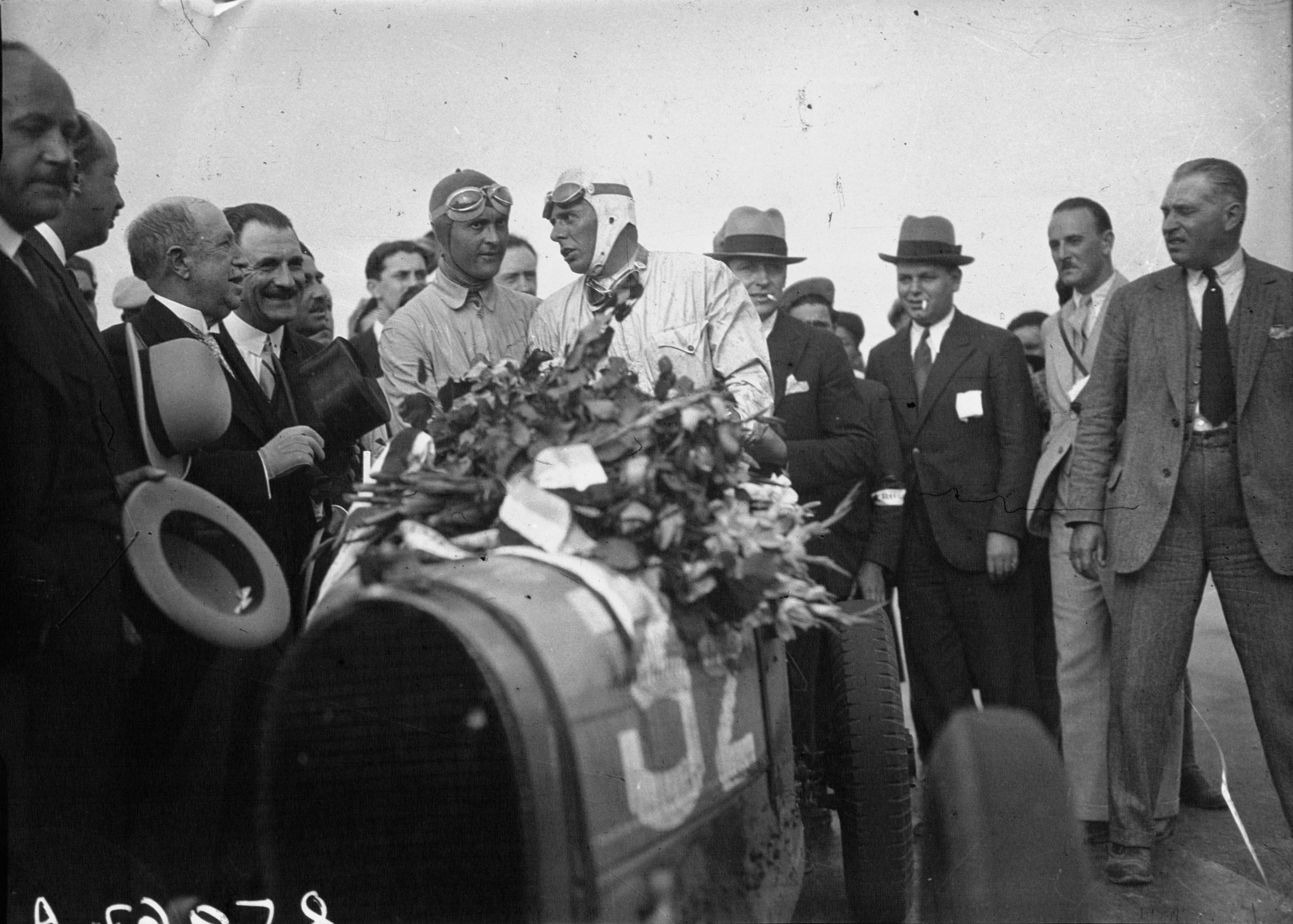
Après cinq heures de course, Varzi franchit la ligne d'arrivée en vainqueur. Les deux hommes, derrière le volant (Chiron à gauche, Varzi à droite), reçoivent les prix des officiels du Grand Prix.

S'ensuivent deux nouveaux abandons à Rome et aux 24 Heures du Mans,,,. Son unique participation à la classique sarthoise, associé à Chiron, est volontairement abrégée au vingt-sixième tour à la suite de l'accident de Maurice Rost, un des autres pilotes d'usine qui, en sortant de la piste, a tué un spectateur et en a blessé trois autres,,,.
Le championnat se poursuit avec le Grand Prix de l'Automobile Club de France où il retrouve Chiron qui, cette fois, prend le départ puis prend la tête lors du quatrième tour ; le Monégasque imprime un tel rythme que l'équipage passe le reste de la course à consolider leur avance. Au terme des dix heures, l'Italien reçoit le drapeau à damier en vainqueur et, après un tour d'honneur, arrive dernier à la remise des prix. La paire italo-monégasque termine devant l'Alfa Romeo de Giuseppe Campari-Baconin Borzacchini à qui ils infligent trois tours de retard, soit 43 km,,,. Ils sont sanctionnés d'un point pour leur victoire,.
Deux semaines plus tard, Varzi remporte la course de côte de Susa-Moncenisio, près de Turin, comptant pour le championnat d'Europe de la montagne 1931,,.
Vient ensuite le Grand Prix de Belgique, dernière manche du championnat d'Europe des pilotes de la saison 1931, sur le grand tracé de Spa-Francorchamps. Varzi prend le départ et engage le combat avec Nuvolari : les deux Italiens s'échangent la première place à plusieurs reprises dans les dix premiers tours puis, le pilote Alfa Romeo prend l'avantage, suivi de très près par son rival. À la troisième heure, les pilotes s'arrêtent pour ravitailler et être relayés. Chiron, qui relaie Varzi, double Borzacchini (qui a pris la suite de Nuvolari) et réalise le record du tour. Alors qu'il est en tête, le Monégasque s'immobilise dans le raidillon de l'Eau Rouge, trahi par sa magnéto d'allumage. Il court vers son stand en récupérer une nouvelle mais ne parvient pas à réparer et abandonne,. Sanctionnés par cinq points, les deux hommes, avec treize points, terminent sixièmes ex æquo d'un championnat remporté par Ferdinando Minoia qui, s'il ne compte aucune victoire, a parcouru une plus longue distance que Giuseppe Campari à égalité de points,,.

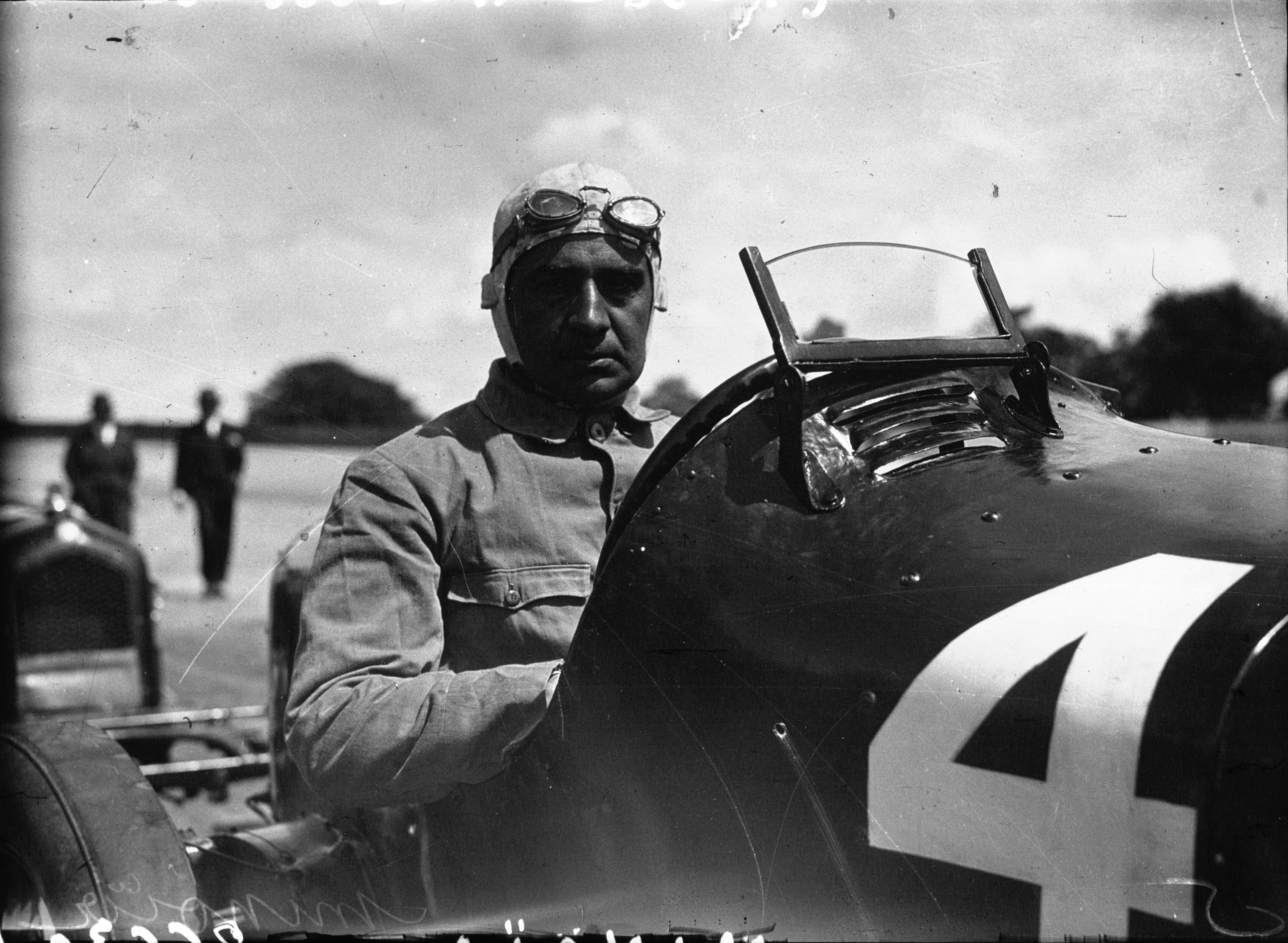
Ferdinando Minoia remporte le premier championnat d'Europe des pilotes. À égalité de points avec Giuseppe Campari, il n'a pourtant remporté aucune victoire dans les trois courses de ce championnat mais a parcouru une plus grande distance.

Varzi retrouve le podium pour le Grand Prix d'Allemagne où il termine troisième derrière le pilote local Rudolf Caracciola sur Mercedes-Benz SSKL et son coéquipier Louis Chiron, et devant son rival Tazio Nuvolari,,,. Les deux hommes se retrouvent à Livourne, pour la Coppa Montenero. Le duel pour le commandement de l'épreuve, jusque-là dominé par Varzi, est interrompu lorsqu'il doit s'arrêter pour réparer un pneu crevé, perdant plus de cinq minutes. Reparti huitième, il termine cinquième,,,.
Le scénario se répète à la Coppa Acerbo avec un nouveau duel interrompu par des problèmes de pneumatiques. Varzi termine au pied du podium, derrière Nuvolari et son imposante Alfa Romeo Tipo A,,,.
Après un passage à Belfast pour disputer le RAC Tourist Trophy où il abandonne,, il rentre en Italie où il étrenne brillamment la nouvelle Bugatti Type 54 au Grand Prix de Monza en se classant troisième,,,,. Cette manche clôt le championnat d'Italie des pilotes où Varzi, Nuvolari et Campari, qui se sont chacun imposés deux fois, sont à égalité de points,,. Le règlement spécifie qu'en cas d'égalité, le titre revient en priorité au vainqueur du Grand Prix d'Italie, puis du Grand Prix de Rome et enfin de la Targa Florio,,. Varzi ne peut dès lors prétendre au titre car Campari et Nuvolari ont chacun remporté une de ces épreuves,,. Campari, seul à avoir reçu le point du Grand Prix d'Italie, devient Champion d'Italie, devant Nuvolari et Varzi,,.
La dernière course de la saison se tient à Masaryk en Tchécoslovaquie. Engagé à titre privé sur une Bugatti Type 51, Varzi affronte à nouveau Nuvolari. Au deuxième tour, les deux hommes ne parviennent pas à ralentir dans un virage et sortent de la piste : si Nuvolari abandonne, essieu arrière détruit, Varzi repart, avec son rival à son bord. Si les mécaniciens s'efforcent de réparer les roues voilées et autres dégâts, Varzi abandonne deux tours plus tard,,.
Fin novembre, Varzi est promu chevalier dans l'ordre du mérite par le roi, Victor-Emmanuel III, tout comme Enzo Ferrari et Tazio Nuvolari.

#### 1932: des résultats en demi-teinte
Comme l'année précédente, l'Association Internationale des Automobile Clubs Reconnus (AIACR) organise le championnat d'Europe des pilotes. L'écurie Bugatti reste pratiquement inchangée : seul Conelli quitte l'équipe, restent Costantini à la direction, Varzi et Chiron comme pilotes titulaires, Divo et Bouriat comme réservistes. Cinq épreuves sont programmées, en Italie, en France, en Belgique, en Allemagne et en Espagne,,,,. Toutefois, le Grand Prix de Belgique est dans un premier temps retiré du championnat parce qu'il n'en respecte pas les règles puis annulé, tandis que celui d'Espagne est annulé sans raison ; seules trois épreuves sont ainsi organisées. Leur durée est abaissée de dix à cinq heures et reprend globalement les règles de la précédente édition,. Les règles d'attribution des points sont revues : si le champion demeure celui qui a reçu le moins de points, les cinq premiers pilotes reçoivent désormais un, deux, trois, quatre et cinq points, les suivants uniformément six points et les non-partants sept points,.

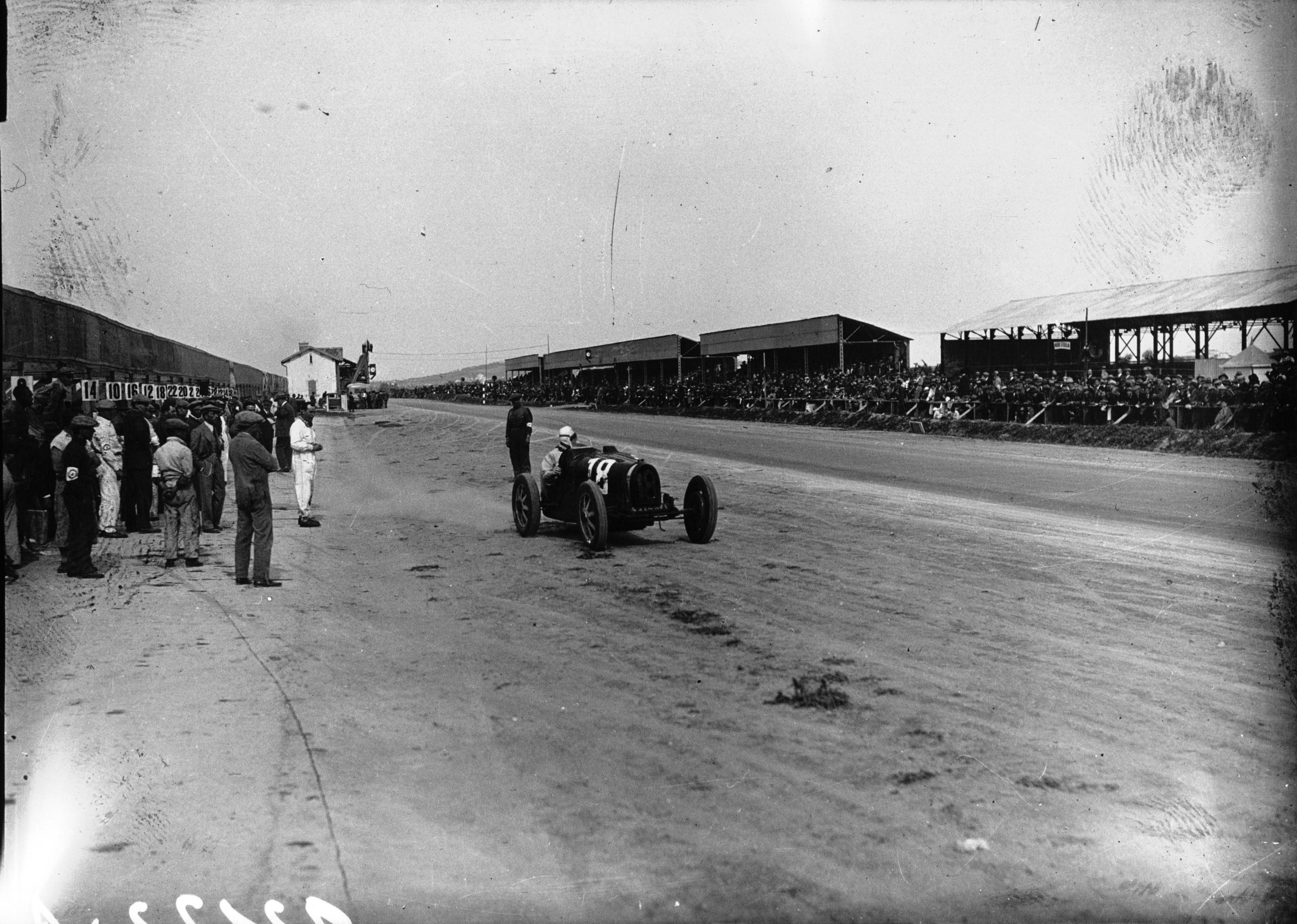
Varzi, sur une Bugatti Type 51 Rosso Corsa file vers une deuxième victoire de rang dans le Grand Prix de Tunisie.

La saison débute, hors-championnat, en Tunisie où Bugatti, officiellement absent, envoie Varzi et Chiron. Parti de la troisième ligne avec sa Bugatti Type 51 rouge, l'Italien réalise le meilleur départ et s'empare immédiatement de la tête de l'épreuve. Le pilote local Marcel Lehoux, sur une Bugatti Type 54 privée, lui ravit la position avant la fin du premier tour mais la perd presque aussitôt. Seul en tête, Varzi domine le reste de l'épreuve et termine avec une avance de presque trois minutes sur ce dernier,,,.
S'ensuivent deux abandons, l'un aux Mille Miglia (associé à Carlo Castelbarco),,, l'autre à Monaco. Parti de l'avant-dernière ligne, Varzi remonte son retard jusqu'à se retrouver deuxième après vingt-neuf tours mais abandonne sur un problème d'essieu arrière que les mécaniciens ne parviennent pas à réparer,,,. À Rome, il termine au pied du podium mais largement distancé par le vainqueur Luigi Fagioli sur sa Maserati Tipo V5,,,,. À la Targa Florio, il renonce rapidement, la boîte de vitesses de sa Type 51 perdant de l'huile ; il relaie alors Chiron et, ensemble, terminent troisièmes de l'épreuve,,,. Enfin, avec Chiron, il se voit refuser le départ de l’Avusrennen au volant de leur Type 54,.
Le championnat débute en Italie à Monza. Initialement prévue le 5 juin, il est un temps envisagé que l'épreuve soit reprogrammée au 31 juillet sur le circuito di Montenero ; ce n'est que début mai que les autorités italiennes confirment le rendez-vous de Monza. Contrairement à la saison précédente, où il partageait sa voiture avec Chiron, Varzi est seul au volant,. Parti de la huitième place, sur la troisième ligne de la grille, il lutte pour la victoire au volant d'une Bugatti Type 54 à la fiabilité relative et abandonne, boîte de vitesses bloquée,,. Dans le même temps, Chiron s'arrête nettoyer les tubes et le filtre du circuit d'injection de sa voiture. Se plaignant de douleurs à l'épaule, il laisse le volant à son coéquipier qui repart pied au plancher pour rattraper le retard. Après seulement quelques tours, le problème revient et Varzi abandonne. Il termine la course sanctionné par six points,,,. Trois jours plus tard, il inaugure l’Autódromo General San Martín à Buenos Aires, en Argentine, un évènement planifié depuis près de six mois,.

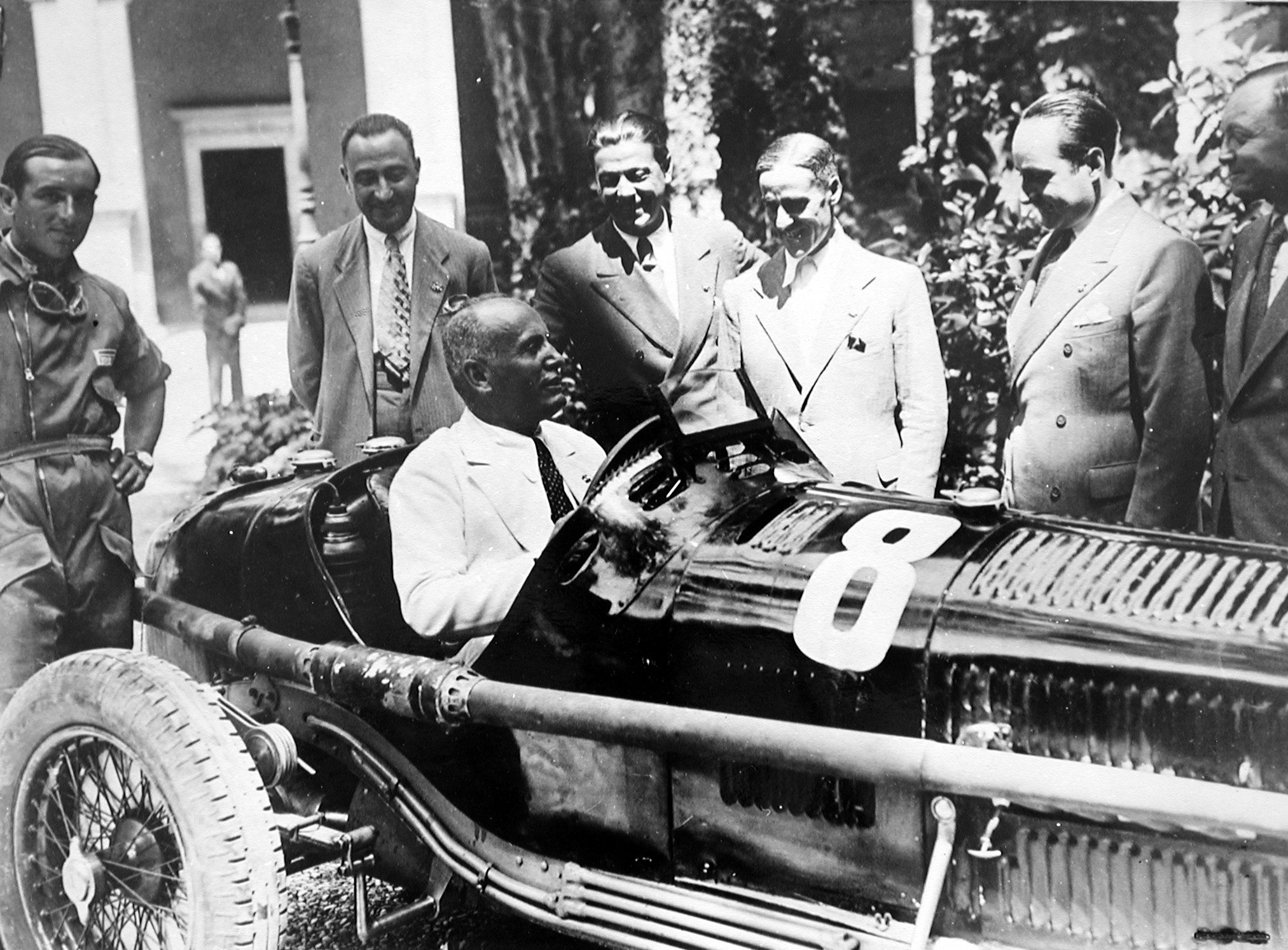
Benito Mussolini dans l'Alfa Romeo P3 2600 avec laquelle Nuvolari vient de remporter la Coppa Acerbo reçoit les membres de l'écurie Alfa Romeo à la Villa Torlonia. De gauche à droite : Decimo Compagnoni (le mécanicien de Nuvolari), Enzo Ferrari, Benito Mussolini, Prospero Gianferrari (le directeur d'Alfa Romeo), Tazio Nuvolari, Achille Varzi et Rudolf Caracciola. Varzi, alors lié à Bugatti est le seul à ne pas être membre d'Alfa Romeo.

Au début du mois suivant, Varzi, sur sa monoplace Type 54, prend le départ de la deuxième épreuve du championnat, le Grand Prix de l'ACF, à Reims-Gueux. Plusieurs tours durant, il se maintient à la deuxième place, cinq mètres derrière l'Alfa Romeo P3 de Rudolf Caracciola, mais ralentit brusquement dans le cinquième tour et abandonne sept boucles plus tard, trahi par sa boîte de vitesses. La sanction au classement est de six points,,,. La manche de clôture se tient en Allemagne sur la boucle nord du Nürburgring. Alors qu'il s'apprête à partir, le médecin le dissuade de participer à la course pour soigner une blessure à l'œil due à un éclat de verre reçu au Grand Prix de l'ACF,,,. Non partant, il est sanctionné par le maximum de sept points qu'autorise le règlement et, au classement final, est douzième ex æquo avec dix-neuf points.

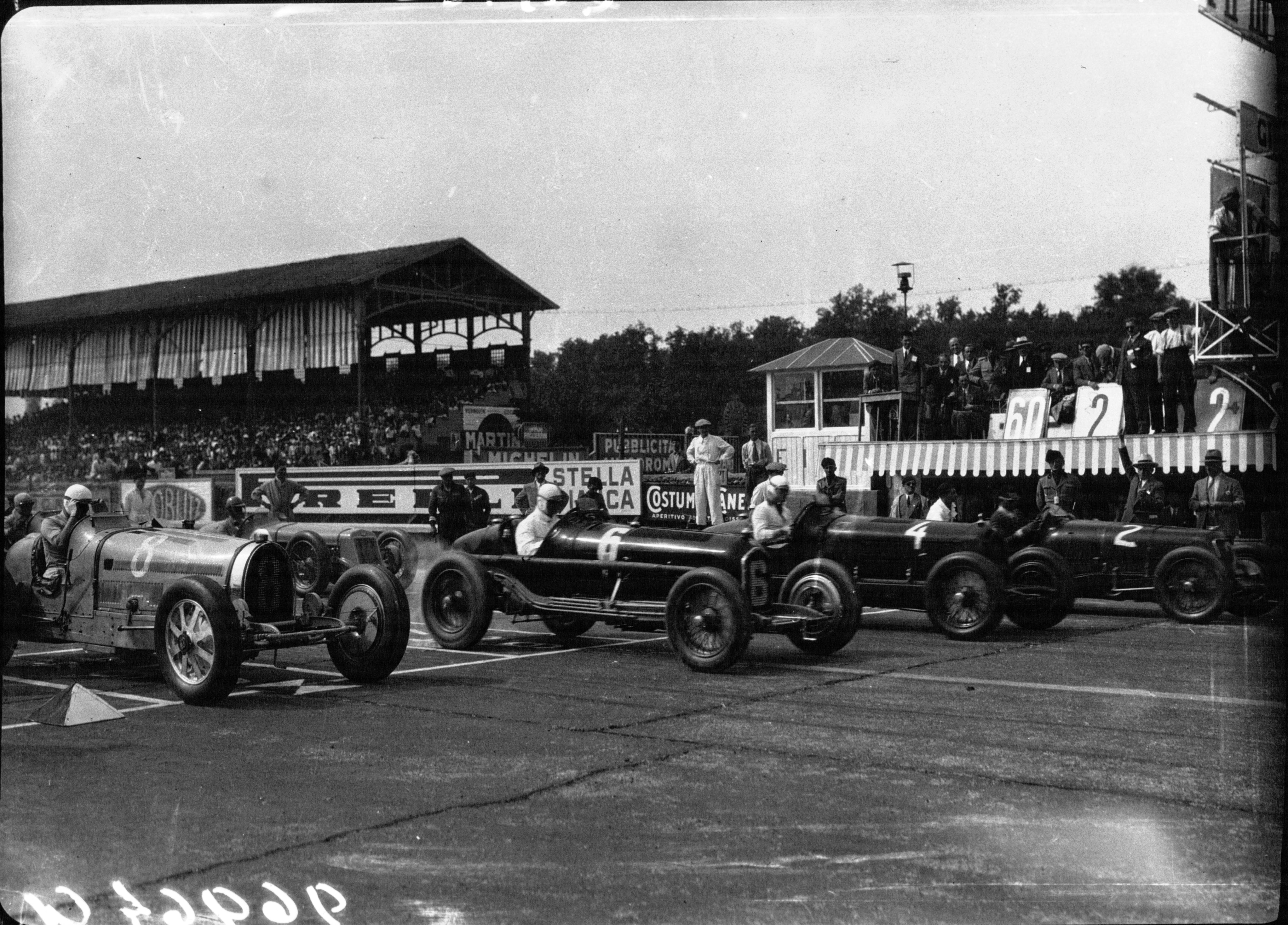
Varzi, premier à gauche, partage la grille de départ d'une manche préliminaire du Grand Prix de Monza avec, de gauche à droite, Rudolf Caracciola, Antonio Brivio et Giovanni Minozzi. Il termine troisième de sa manche préliminaire, mais seulement sixième de la manche finale.

Soigné, Varzi se rend à Livourne pour disputer la Coppa Montenero. Le tortueux circuito di Montenero, est si dangereux que les pilotes s'élancent ligne par ligne, par groupe de trois, et qu'à l'arrivée le classement se fait grâce au temps de course et non par l'ordre d'arrivée des pilotes. Varzi, parti dans le premier groupe, franchit la ligne d'arrivée en premier mais ne réalise pas le meilleur temps ; intercalé entre trois monoplaces de l'usine Alfa Romeo et quatre autres de la Scuderia Ferrari, il termine quatrième,,,,.
Sur l'atypique Bugatti Type 53 à transmission intégrale, Varzi s'engage à la course de côte du col du Klausen, troisième manche du championnat d'Europe de la montagne 1932 et termine troisième au classement général et deuxième des voitures de sport de plus de trois litres,,.
Revenu en Italie, il dispute la Coppa Acerbo avec une plus classique Bugatti Type 51 mais abandonne après cinq tours, alors qu'il est sixième, à cause d'un problème de pression d'huile,,,. Quelques jours plus tard, il termine deuxième d'une nouvelle course de côte près de Fribourg-en-Brisgau,,. Sur le circuit de Masaryk, pour le Grand Prix de Tchécoslovaquie, il abandonne, blessé à l'œil,.
Remis pour le Grand Prix de Monza, il est engagé officiellement par Bugatti sur la Type 54, sans succès : Chiron et Varzi, quatrième et troisième de leurs manches préliminaires, finissent sixième et cinquième dans la manche finale,,,,. La saison s'achève sur le circuit de Miramas, théâtre du premier Grand Prix de Marseille, où il abandonne, suspension brisée,,,.
À l'automne, Varzi retourne en Argentine afin de participer à trois courses de cent cinquante kilomètres assurant la promotion de l’Autódromo General San Martín qu'il a inauguré en juin.

#### 1933: une bonne année ternie par les atermoiements de Bugatti
En 1933, l'AIACR renonce à organiser un championnat d'Europe des pilotes : la formule de Grands Prix de cinq heures rend en effet le championnat peu populaire. À la tête de l'équipe Bugatti, Albert Divo remplace Meo Costantini tandis que chez les pilotes, le Britannique William Grover-Williams et le Français René Dreyfus rejoignent Varzi. Le Monégasque Louis Chiron quitte l'équipe pour former avec son ami, l'Allemand Rudolf Caracciola, la Scuderia CC qui engage des Alfa Romeo,,,,.

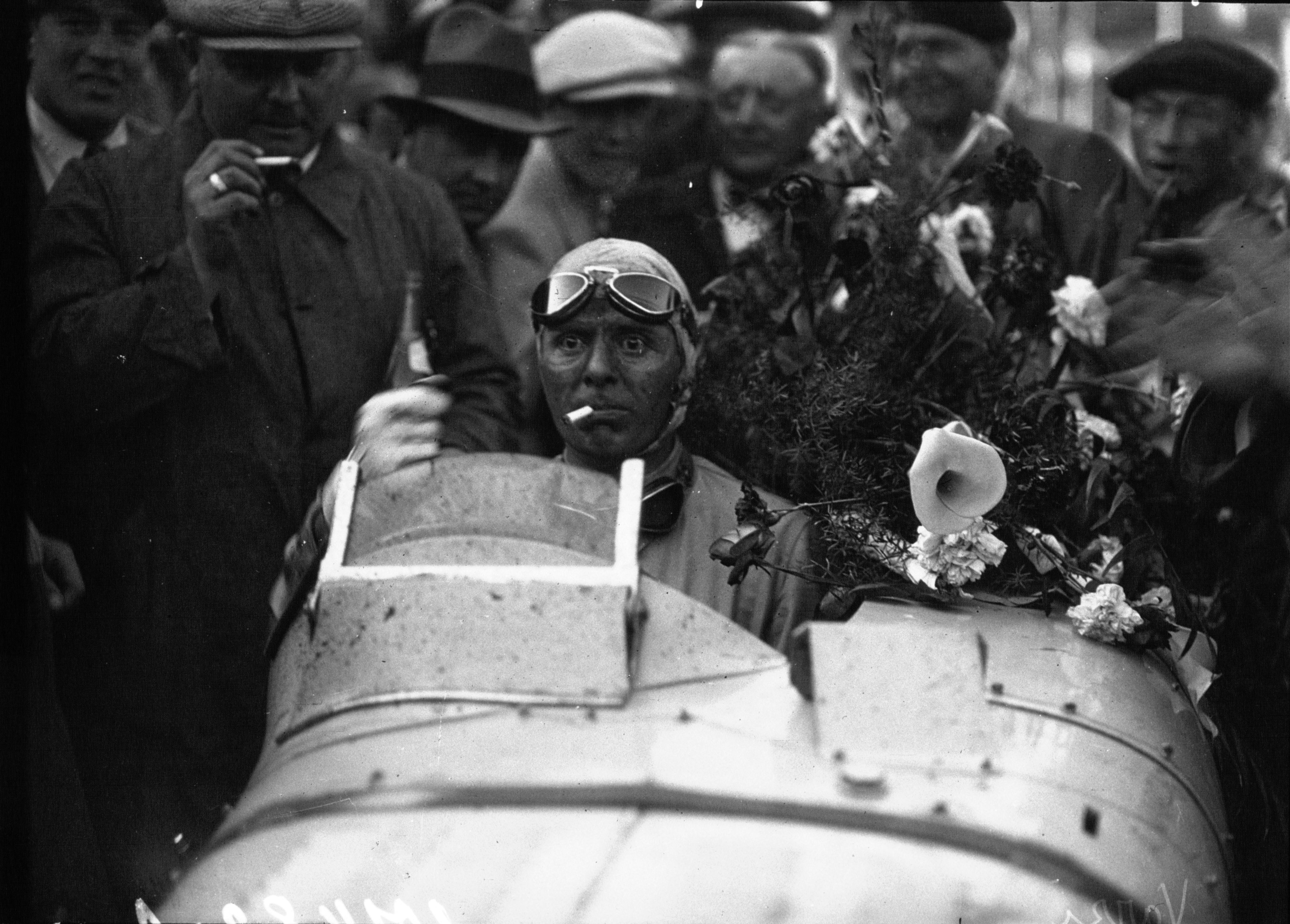
Achille Varzi, qui est encore au volant de sa Bugatti Type 51 vient de remporter le « duel sur cent tours » engagé avec Tazio Nuvolari lors du Grand Prix de Monaco.

Comme l'année précédente, la saison débute à Tunis. Contrairement aux deux dernières éditions de l'épreuve qu'il a remporté, Varzi est officiellement engagé par Bugatti,,. Malgré le soutien technique de son équipe, il abandonne après douze des trente-sept tours de course, arbre de transmission brisé,,. Le Grand Prix de Monaco compte au rang des grandes épreuves de la saison ; c'est aussi la première où sont organisées des séances de qualifications en remplacement du traditionnel tirage au sort,. Bugatti engage ses pilotes sur des monoplaces Type 51 dôtées d'un compresseur pour améliorer les performances. Au terme des qualifications, Varzi devient le premier pilote de l'histoire à s'arroger une pole position à la force de sa conduite tandis que Caracciola, après s'être brisé la jambe dans un accident, doit se tenir à l'écart des circuits pour un an. Au départ, Varzi conserve sa position avant d'être rattrapé puis dépassé par Nuvolari au troisième tour. Débute un « duel sur cent tours » au cours duquel les deux rivaux s'échangent la première place à vingt-et-une reprises, l'écart ne dépassant jamais plus de quelques secondes. Dans la dernière boucle, Varzi est en tête quand le moteur de la voiture de Nuvolari explose dans le tunnel dans un panache de fumée noire. En devançant Baconin Borzacchini de deux minutes, Varzi remporte une importante victoire,,.

Le tracé du Grand Prix d'Alexandrie entre 1931 et 1934. Achille Varzi s'impose à quatre reprises dans ce Grand Prix, pour la troisième fois en 1933.

Triple tenant du titre à Alexandrie,,, Achille Varzi se voit refuser le départ de la course. Alors qu'il a envoyé sa demande d'inscription dans les temps, celle-ci parvient en retard aux organisateurs qui lui refusent le départ ; le Galliatesi est néanmoins autorisé à participer en tant que réserviste et, de ce fait, prend part aux essais pour se préparer en vue du Grand Prix de Tripoli en Libye,,.
Une légende tenace veut que plusieurs pilotes aient truqué le résultat du Grand Prix de Tripoli, richement doté et assorti d'une loterie dont le montant dépasse celui des primes de course, en vue de se partager le premier lot,,,,. En effet, en août 1932, un décret du Roi, rendu possible par Emilio De Bono, gouverneur de la Tripolitaine, autorise l'Automobile Club de Tripoli à organiser, une fois par an, une loterie géante permettant de financer la tenue d'un Grand Prix d'ordre international. Chaque pilote se voit attribuer un numéro que lui seul est supposé connaître et l'acquéreur du billet portant le numéro du vainqueur remporte le prix. Giovanni Canestrini, l'éditeur de La Gazzetta dello Sport, aurait permis à Varzi, Nuvolari et Borzacchini de rencontrer les détenteurs des billets portant leurs numéros dans un hôtel de Rome et planifié le partage du premier lot,,,,. Les pilotes découvrent le nouveau circuit de la Mellaha, plus sur que les routes de campagne autour de Tripoli sur lesquelles Gastone Brilli-Peri est mort trois ans plus tôt,,,. Une dispute aurait éclaté entre Varzi et Nuvolari quand ce dernier lui propose de partager à parts égales le gain de la loterie, quel que soit le vainqueur, ce que refuse Varzi,,.
Varzi prend le départ sur une Type 51 officielle, un temps ralentie car un des huit cylindres ne fonctionne pas durant les premiers tours. Sur le rapide tracé de la saline de la Mellaha, les voitures consomment beaucoup de carburant, ce qui implique plusieurs arrêts ravitaillement ; lors de son unique arrêt ravitaillement, Varzi décide d'ajouter un réservoir additionnel pour parcourir d'une traite le reste de la distance,. Nuvolari, plus rapide, s'arrête plus souvent et perd la course d'un souffle,. Extrait de sa voiture exténué, Varzi est porté en vainqueur jusqu'au podium par un inconnu, Rivio, qui n'est pas non plus le gagnant de la loterie (lequel se nomme Arduino Sampoli),,. Le lendemain Varzi, Nuvolari et Borzacchini auraient été aperçus à leur hôtel, buvant une bouteille d'un champagne particulièrement dispendieux ; une fête donnée à Galliate achève de faire naître des soupçons,,.

« Dans la dernière ligne droite, j'étais derrière Nuvolari ; sachant que nos voitures étaient égales en vitesse, je suis resté, sur un kilomètre, dans le sillage de l'Alfa Romeo de Nuvolari puis, en vue de la ligne d'arrivée, j'ai déboîté à gauche et, lancé comme je l'étais, j'étais capable de le doubler d'un cheveu. »

— Achille Varzi,
Deux semaines plus tard, Bugatti et ses pilotes se rendent à Berlin pour disputer l'Avusrennen. Le tracé de l'Avus, long de presque vingt kilomètres, se compose de deux virages et de deux lignes droites de quasiment dix kilomètres autorisant les vitesses de pointe les plus élevées du monde. En course, Varzi est confronté dès le départ au comte polonais Stanisław Czaykowski qui concourt lui aussi sur une Bugatti Type 54. Treize tours durant, l'Italien reste en embuscade avant de dépasser le Polonais qui réagit dans la quinzième et dernière boucle en réalisant le meilleur temps au tour ; il s'incline toutefois de deux dixièmes de seconde. Varzi remporte sa troisième victoire de la saison et se voit remettre le trophée de la victoire par le nouveau ministre de la Propagande, Joseph Goebbels,,.
Bugatti s'engage au Grand Prix de l'ACF avec l'intention de faire débuter la Type 59. Comme aucune des voitures n'est prête à temps pour le départ l'écurie choisit de se retirer après avoir parcouru quelques tours d'essais,. Moins d'un mois plus tard, Varzi obtient la deuxième place dans la course de côte du col du Mont-Cenis avec l'ancienne Type 51,,. En Belgique, Bugatti souhaite à nouveau faire débuter sa Type 59 ; un châssis est confié à Varzi pour les essais mais, après quelques tours, l'Italien constate que la monoplace n'est toujours pas au point et prend le départ sur une Type 51. Il termine deuxième de la course, devant René Dreyfus mais derrière Tazio Nuvolari qui est parvenu à faire inscrire par la Scuderia Ferrari la Maserati 8CM qu'il vient juste d'acheter à Raymond Sommer,,,.

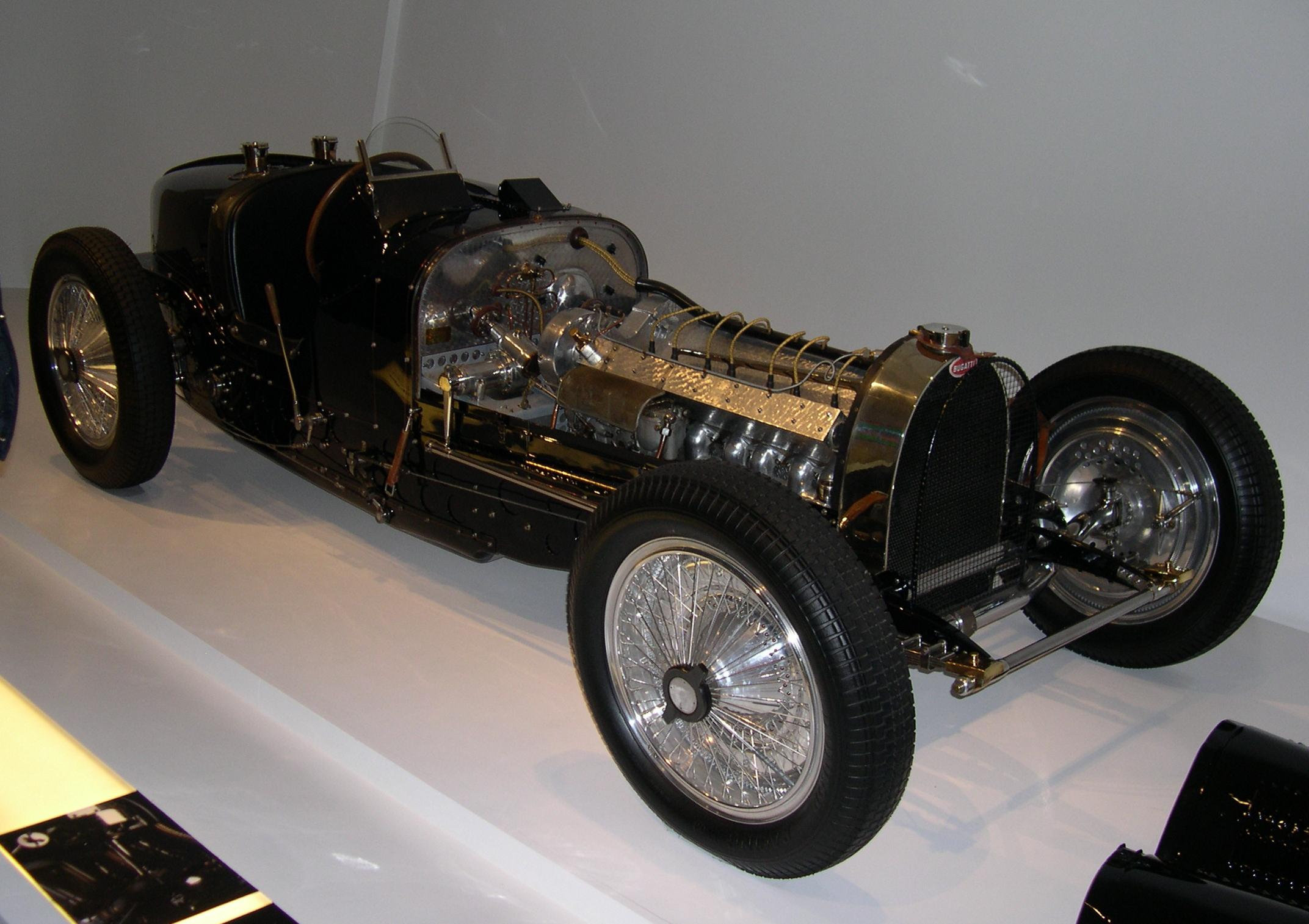
Le développement et la mise au point de la Bugatti Type 59 ternissent les résultats d'Achille Varzi en 1933. Il s'agit ici de celle de la collection Ralph Lauren, exposée au musée des arts décoratifs de Paris en 2011.

Le tracé niçois de la promenade des Anglais n'est pas favorable à la Bugatti dont les bougies s'encrassent accidentellement lors du remplissage d'un réservoir d'huile secondaire. Varzi doit ainsi s'arrêter à plusieurs reprises avant d'abandonner après la mi-course à cause de la perte d'efficacité de ses freins,,. La course est remportée par Nuvolari qui a quitté Ferrari pour engager sa Maserati personnelle qu'il juge plus performante que les Alfa Romeo de l'écurie,.
Neuf jours plus tard, Varzi dispute la Coppa Acerbo à Pescara avec sa Bugatti Type 51 rouge personnelle. Dès les essais, la Scuderia Ferrari, qui vient de perdre son chef de file, lui propose d'essayer une de ses Alfa Romeo P3. Varzi réalise de très bons temps et se montre satisfait de la monoplace, tandis que l'écurie officielle Bugatti voit d'un très mauvais œil cette possible défection. Varzi, au volant de sa Bugatti, finit quatrième, dominé par l'Alfa Romeo P3 de Luigi Fagioli et par les Maserati 8CM de Tazio Nuvolari et Piero Taruffi,,,.
S'ensuivent deux non-participations aux Grands Prix d'Italie et de Tchécoslovaquie, la première car la Bugatti Type 59 n'est toujours pas prête, la seconde car Varzi tombe malade,,,,,. En Espagne, à Lasarte, la Type 59 prend enfin le départ. Toutefois, les carburateurs perdent continuellement de la puissance, ce qui permet à Marcel Lehoux, sur sa Type 51 privée, de dépasser Varzi à trois tours du but pour lui ravir la troisième place,,.
À la fin de saison, Varzi échoue dans sa quête pour le championnat d'Italie, le titre revenant à Luigi Fagioli. Déçu par les engagements continuellement repoussés et à la mise au point inachevée de la Type 59, Achille Varzi quitte Bugatti pour la Scuderia Ferrari en vue de la saison 1934. Des rumeurs annoncent alors son remplacement par Nuvolari mais le Mantouan reste finalement fidèle à Maserati,,,,,.

### 1934: troisième titre de champion d'Italie avec la Scuderia Ferrari

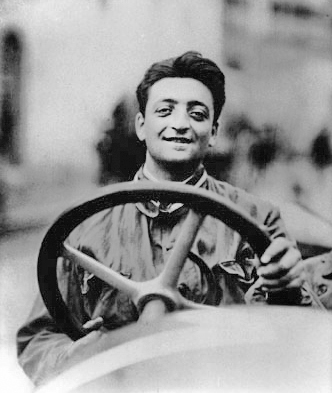
Enzo Ferrari, pilote puis directeur d'écurie, recrute Varzi dans sa structure, la Scuderia Ferrari, pour pallier le départ de Tazio Nuvolari chez Maserati.

Dans sa nouvelle écurie, Varzi retrouve Louis Chiron et fait également équipe avec Guy Moll, Carlo Felice Trossi et Marcel Lehoux. L'AIACR édicte de nouvelles règles pour les Grands Prix et pour les monoplaces de la « Formule 750 kg ». Les courses feront au minimum 500 kilomètres et les côtes des monoplaces évoluent : la largeur est d'au moins 85 cm au niveau du siège et le poids maximum (sans carburant, eau, huile et roues) est limité à 750 kg.
Après deux séances d'essais sur Alfa Romeo P3, à Livourne en décembre avec Attilio Marinoni puis en janvier avec Mario Tadini,, Achille Varzi fait ses débuts officiels à Monaco. En course, ralenti par un long arrêt pour réparer bougies, freins et magnéto, il repart sans espoir de réaliser un bon résultat et termine sixième, un cigare à la bouche,,.
Seulement cinq jours plus tard, il prend le départ des Mille Miglia avec Amedeo Bignami, vainqueur deux ans plus tôt avec Baconin Borzacchini. Au terme des 1 623 km, ils s'imposent avec seulement neuf minutes d'avance sur l'Alfa Romeo de la Scuderia Siena de Tazio Nuvolari et Eugenio Siena,,. Varzi poursuit sa marche en avant à Alexandrie, où il n'avait pu courir l'année précédente,,,.
Fin avril, il participe à la course de côte de Poggio del Berceto, près de Parme mais abandonne,,. La Scuderia Ferrari et ses pilotes prennent le départ pour Tripoli, afin d'y disputer le Grand Prix local. Les organisateurs, toujours sous le coup du scandale de la précédente édition, prennent des précautions pour éviter que pareil événement ne se reproduise,,. Lors des essais, Varzi évite de justesse un accident à plus de 200 km/h ; Antonio Brivio, immobilisé sur le bas-côté, est rejoint par René Dreyfus qui le remorque jusqu'à l'entrée des stands. Au moment de traverser la piste à un endroit critique, sans visibilité pour ceux qui arrivent, le Français s'engage alors que Varzi arrive lancé. Plutôt que de freiner, Varzi escalade sur le talus, évite Brivio et survole Dreyfus. Dans la manœuvre il abîme le châssis de son Alfa Romeo et doit s'arrêter. Il revient alors vers les deux hommes, leur criant « vous êtes fous ? »,,. Le lendemain, au volant d'un nouveau châssis, il prend un bon départ et est en tête aux trois quarts de la course, suivi de près par Chiron et Moll. Le jeune Français, récent vainqueur à Monaco, revient si vite sur l'Italien qu'il tente de le dépasser dans le dernier virage. Varzi protège sa position en fermant la porte et remporte la course d'un souffle,,,.
À la mi-mai, Varzi remporte une victoire facile à la Targa Florio,,,, puis la Scuderia Ferrari se rend en Allemagne pour disputer l'Avusrennen en présence des nouvelles voitures d'Auto Union mais sans Mercedes-Benz qui se peut s'engager à cause de problèmes de pompe à essence,. Moll, sur une Alfa Romeo P3-Streamline s'impose devant Varzi, deuxième sur une P3 conventionnelle, longtemps en lutte contre l'Auto Union Type A d'August Momberger,,,. La semaine suivante, le Grand Prix de l'Eifel se tient simultanément à celui de Montreux. Pendant que « naît » la légende des Flèches d'Argent,,,, la Scuderia Ferrari est en Suisse où Varzi termine troisième de la course,,,. L'écurie italienne se présente ensuite à Montjuïc pour le Grand Prix de Penya-Rhin où Varzi s'impose au terme d'une course marquée par le triplé des Alfa Romeo de la Scuderia Ferrari,,,,.

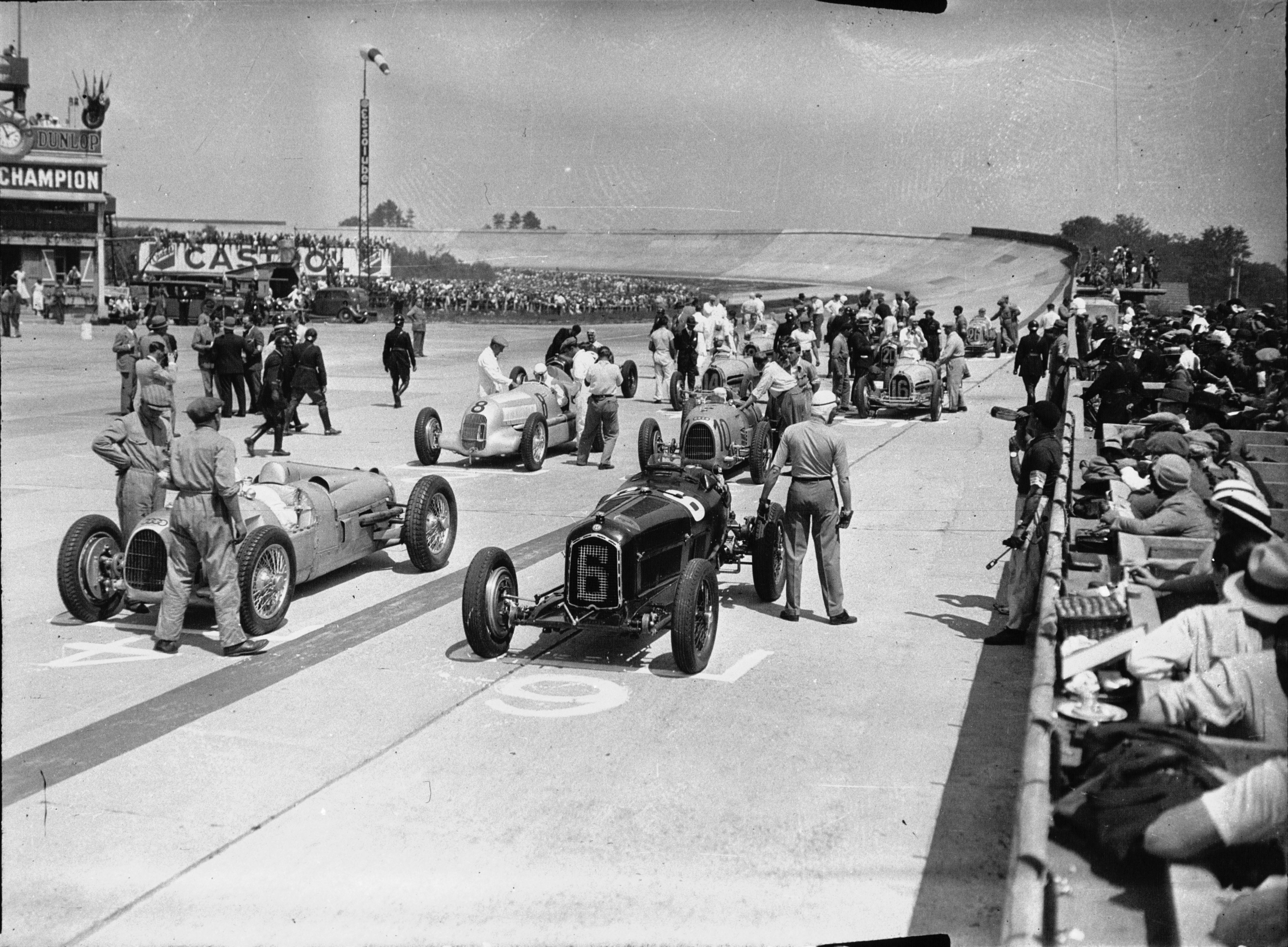
Les pilotes et les mécaniciens s'affairent autour des monoplaces présentes sur la grille de départ du Grand Prix de l'ACF. Varzi est en première ligne, côté extérieur de la piste. Les Flèches d'Argent, Auto Union et Mercedes, occupant le reste des avant-postes ne sont pas encore au point, ce qui permettra à Varzi de finir deuxième.

Deuxième « Grande Épreuve » de la saison après Monaco, le Grand Prix de l'Automobile Club de France attire autant la Scuderia Ferrari qu'Auto Union et Mercedes-Benz,. Les monoplaces allemandes, qui ne sont pas encore au point, abandonnent toutes et seules trois Alfa Romeo, avec Varzi en deuxième position, et la Bugatti Type 59 de Robert Benoist, quatrième, franchissent la ligne d'arrivée,,,,. La semaine suivante, dans la Marne, l'écurie italienne profite de l'absence des Allemands pour réaliser un nouveau triplé où Achille Varzi, relayé par Attilio Marinoni, finit troisième,,,,.
Après un rapide abandon sur problèmes de boîte de vitesses en Allemagne,,, Varzi s'impose à la Coppa Montenero,,,,,. Le dimanche qui suit, il abandonne, moteur serré, alors qu'il est en tête du Grand Prix de Belgique,,,. À Pescara, il abandonne à nouveau mais prend le relais de Pietro Ghersi. Neuvième au cinquième tour, à l'issue du changement de pilote, il est en tête au onzième tour et finit au pied du podium au terme de la vingtième et dernière boucle alors que son coéquipier Guy Moll se tue à trois tours du but,,,.
Vainqueur à Nice d'une course maîtrisée de bout en bout,,,,, il n'est que quatrième en Suisse à plus d'un tour du vainqueur, Hans Stuck sur Auto Union Type A,,,,. Varzi retrouve le podium à Biella où il se classe deuxième, derrière son coéquipier Carlo Felice Trossi,,,. Au Grand Prix d'Italie, au terme d'un duel acharné contre Nuvolari, relayé par Mario Tadini en cours d'épreuve, Varzi, deuxième à dix-neuf boucles de la fin, abandonne à cause d'un souci de boîte de vitesses,,.
Lors des deux épreuves suivantes, en Espagne et en Tchécoslovaquie,,,,, il termine cinquième (et premier des pilotes Alfa), à chaque fois derrière les Allemands. Alors que sa présence était espérée au Grand Prix de Rio de Janeiro au même titre que Chiron ou Stuck,, Varzi achève sa saison à Modène avec un nouveau duel contre Nuvolari ; ce dernier l'emporte avec deux minutes et demie d'avance sur son rival,,,,.
En fin de saison, Achille Varzi est sacré champion d'Italie des pilotes,,. Alors qu'il devait prolonger son contrat avec Ferrari, Varzi est recruté par Alfredo Ricordi pour le compte d'Auto Union qui recherche un grand champion étranger ; de nombreux Italiens crient à la trahison,,,,. Nuvolari, qui a quitté l'équipe officielle Maserati, tente depuis un certain temps d'intégrer la structure allemande. Varzi s'oppose expressément à son recrutement et Nuvolari, grâce au soutien du président du conseil Benito Mussolini, trouve refuge chez Ferrari,,.

### L'Italien d'Auto Union

#### 1935: une Flèche d'Argent difficile à maîtriser

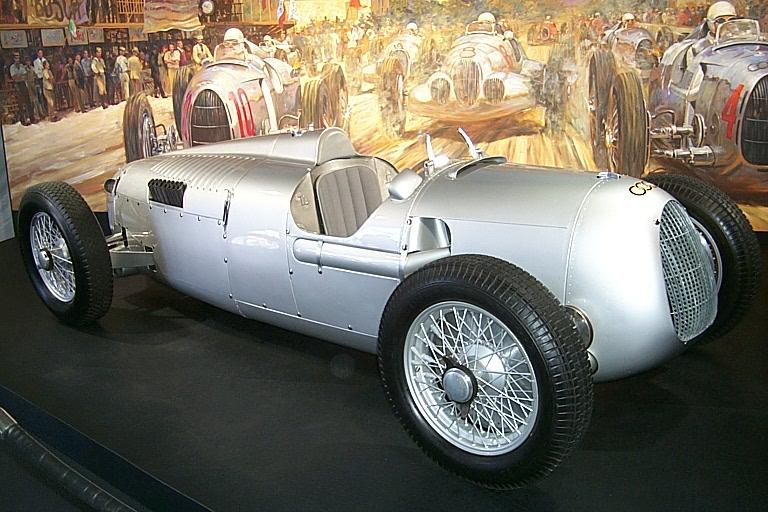
L'Auto Union Type C de 1936 est une voiture difficile à piloter : Extrêmement puissante, elle requiert, pour exploiter ses capacités au maximum, une technique de pilotage issue de la moto.

Après deux années de hiatus, le championnat d'Europe des pilotes reprend avec une réglementation plus attractive tant pour les Automobile Club organisant les épreuves que pour les écuries. Sept épreuves sont programmées, les Grands Prix de Monaco, de France, de Belgique, d'Allemagne, de Suisse, d'Italie et d'Espagne,,,,,,,. Le système de classement par points sanctionnant les pilotes (en fonction de leur classement et de la distance parcourue) est conservé, revenant aux subtilités de la saison 1931,. La distance de course est d'environ cinq cents kilomètres, sauf à Monaco où elle est réduite à trois-cent-dix-huit kilomètres.
Tremplin pour l'idéologie nationale-socialiste, le gouvernement allemand à peine formé décide de subventionner les écuries allemandes. La reprise du championnat doit servir la propagande qui aligne des pilotes allemands ou italiens. Dans ce contexte, Auto Union recrute Achille Varzi comme titulaire au volant de monoplaces puissantes et particulières à conduire de par leur moteur en position centrale arrière qui se sont imposées aux Grands Prix d'Allemagne, de Suisse et de Tchécoslovaquie,, l'année précédente,. Varzi, Hans Stuck et Hermann zu Leiningen sont les pilotes titulaires, Paul Pietsch, Bernd Rosemeyer et Wilhelm Sebastian les réservistes,,.

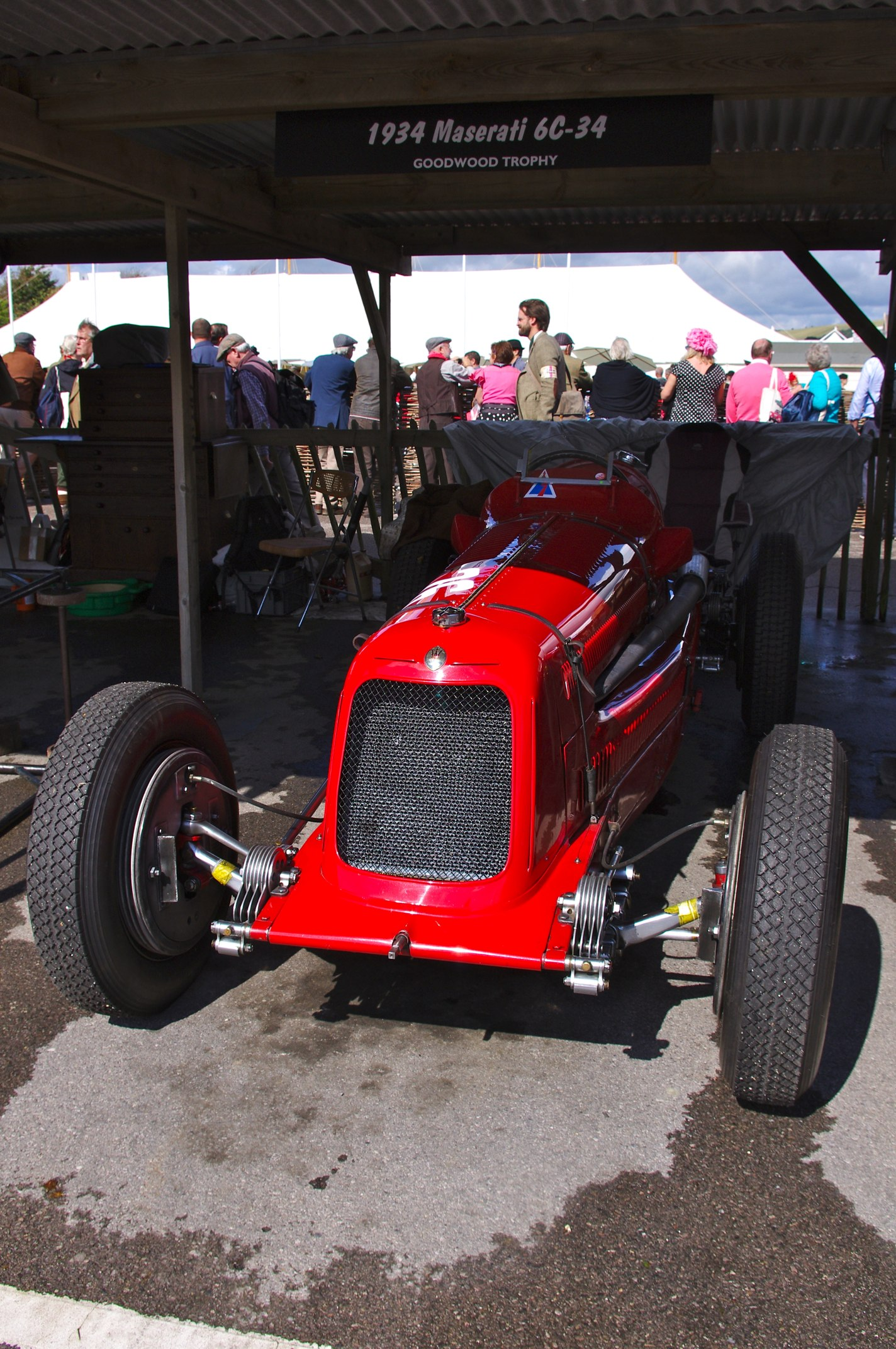
Une Maserati 6C-34 (ici au Festival de vitesse de Goodwood en 2012) semblable à celle avec laquelle Varzi commence la saison 1935.

Les essais réalisés sur l'Avus au printemps donnent satisfaction à Varzi qui essaie tant le modèle de Grand Prix que ses variantes Streamline. Pour autant, Varzi commence la saison 1935 avec la Scuderia Subalpina ; il dispute, avec Amedeo Bignami avec qui il a remporté la précédente édition, les Mille Miglia sur une Maserati 6C-34 mais abandonne,,,. Comme l'Auto Union Type B qui doit remplacer la Type A de 1934 n'est pas prête pour l'épreuve inaugurale du championnat, à Monaco, tous les pilotes de la firme de Zwickau sont sanctionnés de huit points, le maximum attribuable,,.
Spécialiste de l'épreuve, qu'il a déjà remporté à deux reprises, Varzi obtient d'Auto Union de participer au Grand Prix de Tunisie sur une Type A améliorée avec des éléments de la future Type B,,,. Comme il finance lui-même l'engagement de la voiture, il est prévu qu'il collecte les primes de départ et de résultat pour son propre compte mais les Allemands décident au dernier moment de l'inscrire au nom de l'usine. La monoplace est très puissante et son moteur en position centrale arrière oblige Varzi à revoir son style de pilotage ; il prend immédiatement la mesure de sa monture pour réaliser un hat trick au terme d'une course facilement dominée, face à une faible concurrence,,,,,,.
Les écuries de pointe se retrouvent à Tripoli où la Scuderia Ferrari, Mercedes et Auto Union sont au complet pour aligner leurs monoplaces les plus modernes. Varzi, qui dispose enfin d'une vraie Type B, domine une grande partie de la course ; au terme d'un duel avec Nuvolari, un de ses pneus arrière explose à cinq tours du terme alors qu'il est en tête : il rentre aux stands sur trois roues, repart le couteau entre les dents et fait la jonction avec la Mercedes-Benz W25 de Rudolf Caracciola passée devant. Dans le dernier tour, un nouveau souci de pneu condamne ses chances de l'emporter ; il termine toutefois deuxième,,,.
Deux semaines plus tard, Varzi et Auto Union disputent l’Avusrennen. Deuxième de la manche préliminaire derrière Caracciola, il prend le départ de la manche finale et lutte pour la deuxième place quand de nouveaux problèmes de pneumatiques lui font perdre une place sur le podium,,,,,.
Libre, par contrat, de s'engager sur diverses épreuves motorisées, Varzi remporte, aux commandes de la vedette rapide Asso, la Coppa Duca di Spoleto récompensant le vainqueur toutes catégories de la course motonautique Concorso del Garda sur les bords du lac de Garde,,. Il se rend ensuite au Circuito di Biella où, au volant d'une Maserati 6C-34 de la Scuderia Subalpina, il se classe troisième de la manche préliminaire ; déçu par son résultat, il renonce à participer à la manche finale,,,.
Pour le compte d'Auto Union, il se rend à Nürburg disputer l’Eifelrennen mais, victime d'une appendicite, il manque le premier jour des essais. S'il prend le départ de la course, il cède rapidement son volant à Hermann zu Leiningen qui termine neuvième,,,,. Sept jours plus tard, au Grand Prix de l'ACF, deuxième manche du championnat, Achille Varzi conquiert la pole position. Les monoplaces Type B connaissent des défaillances et, après onze tours de course, l'Italien est le dernier en piste à défendre les couleurs de l'écurie. Sa voiture commence alors à faiblir avec une fuite d'eau et un allumage défaillant. Après plusieurs arrêts pour changer les bougies, il est relayé par Rosemeyer qui termine cinquième, à cinq tours du vainqueur. Avec plus des trois-quarts de la distance parcourue, Varzi est sanctionné de quatre points,,,,,.
L'écurie de Zwickau fait l'impasse sur le Grand Prix de Belgique, troisième épreuve du championnat, pour résoudre les problèmes rencontrés à Montlhéry, et se rend ensuite au Grand Prix d'Allemagne, quatrième manche de la saison,. Ses problèmes commencent avec la révélation de sa liaison avec Ilse Pietsch (née Hubach), l'épouse de Paul Pietsch, son principal adversaire lors de cette épreuve,,,,. Au départ de la course, Varzi, parti de la cinquième ligne, ne voit pas à travers les projections d'eau dues à la pluie de la nuit passée, un mécanicien présent sur la piste pour relancer la voiture de Stuck qui a calé et le percute ; le mécanicien s'écroule, crâne fracturé. Perturbé par cet événement, l'Italien poursuit une course sans inspiration et s'englue dans le ventre mou du peloton. Bien que Paul Pietsch ait démenti par la suite être au courant de la liaison adultère lors de ce week-end sportif, les deux pilotes s'affrontent dans un duel d'une rare intensité, roue contre roue, se touchant à plusieurs reprises. Huitième de l'épreuve et ayant parcouru la quasi-totalité de la distance, Varzi est sanctionné de quatre points alors que son rival Nuvolari, sur une voiture supposée moins performante, s'impose,,,,,. Cette performance courrouce les médias allemands qui critiquent ouvertement les pilotes de leurs écuries nationales.

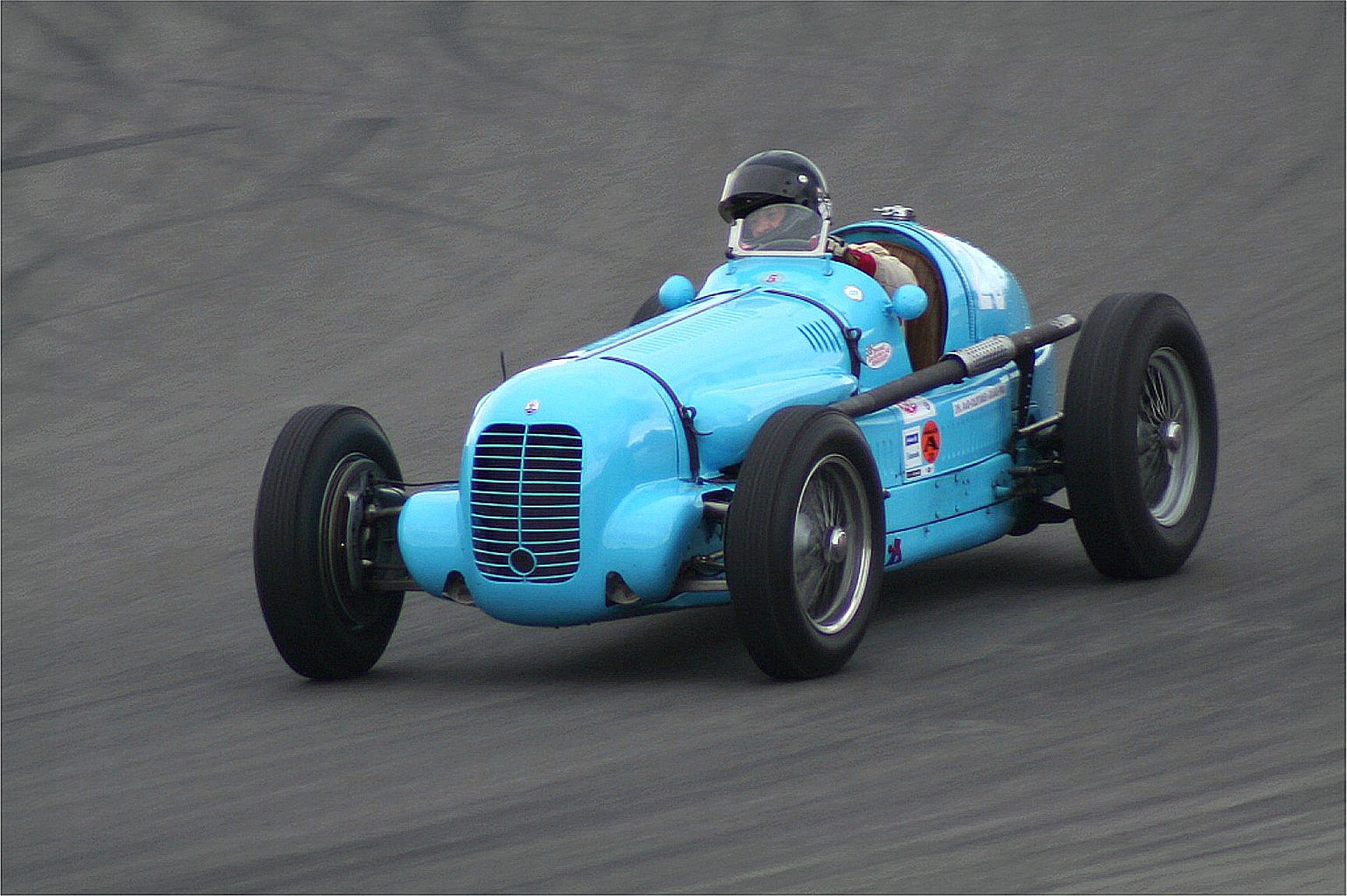
Achille Varzi essaie, sur invitation des frères Maserati, une Tipo V8RI, visible ici en 2011.

Durant son retour d'Allemagne, Varzi s'arrête à Monza pour honorer une invitation des frères Maserati à essayer leur nouvelle Tipo V8RI qui doit débuter quelques jours plus tard à Pescara. Si l'essai est concluant, Varzi dispute bien la Coppa Acerbo avec son Auto Union Type B habituelle. Face à une concurrence contenue, il domine les essais et la majeure partie de la course malgré des problèmes de pneumatiques et s'impose aisément devant Bernd Rosemeyer et Antonio Brivio,,,,,,,,.
Le championnat reprend à Bremgarten pour le Grand Prix de Suisse. Varzi réalise le meilleur temps des qualifications et part en pole position. Caracciola, spécialiste du pilotage sous la pluie, profite du crachin du départ pour passer devant dès les premiers hectomètres. Varzi, quatrième, domine Nuvolari de plus d'un tour et, avec un tour de retard sur Caracciola, est sanctionné de quatre points,,,,,.
Après une participation à la course de côte du col du Stelvio où il se classe septième, Varzi rejoint le reste de son écurie pour le Grand Prix d'Italie,,. Parti de la quatrième ligne sur la grille, il est en deuxième position au cinquième passage ; il se porte ensuite en tête mais, au quatorzième tour, l'incendie de son moteur provoque son abandon,,,,. Avec moins du quart de la distance parcourue, il est sanctionné de sept points,. À peine quelques jours plus tard, le jugement de divorce entre Paul et Ilse Pietsch est prononcé et la jeune femme rejoint immédiatement Varzi.
Le championnat s'achève à Lasarte, en Espagne. Dès le premier tour, Varzi est blessé au visage par une pierre qui brise le saute-vent de la monoplace. Le visage en sang, il cède son volant à Paul Pietsch, victime du même problème au neuvième tour. L'Italien reprend alors le volant et réalise immédiatement le meilleur tour en course. Lors du ravitaillement suivant, comme pour Stuck quelques tours plus tôt, la boîte de vitesses se bloque sur le quatrième rapport et provoque un nouvel abandon,,,. Avec vingt-cinq tours parcourus sur trente, soit plus des trois-quarts de la distance, Varzi est sanctionné de quatre points et, avec un total de trente-neuf points, termine septième du championnat, ex æquo avec Bernd Rosemeyer et Raymond Sommer, loin derrière les dix-sept unités du champion Rudolf Caracciola,.
La saison 1935 de Grands Prix s'achève sur le long tracé de Masaryk, en Tchécoslovaquie. En l'absence des Mercedes-Benz et des Maserati officielles, la course tourne au duel entre Auto Union et Alfa Romeo. Alors qu'il est en tête, au douzième tour, Varzi abandonne, à nouveau trahi par son moteur ; au tour suivant, son coéquipier Stuck, préfère également renoncer après avoir entendu son moteur émettre des sons inquiétants,,. Bernd Rosemeyer sauve l'honneur de l'écurie en remportant sa première victoire,.
Auto Union fait le choix de conserver Varzi comme titulaire pour la saison à venir,. L'écurie sait qu'elle devra résoudre les problèmes récurrents liés à la fragilité des moteurs, à la faiblesse des freins, à une suspension perfectible et à l'usure préoccupante des pneumatiques.
Durant l'intersaison, Varzi prend des cours pour obtenir une licence de pilote d'avion et prévoit d'acquérir un appareil avec Nuvolari. En vue des Jeux olympiques d'hiver, qui débutent le 6 février à Garmisch-Partenkirchen, les pilotes automobiles italiens Piero Taruffi, Achille Varzi, Tazio Nuvolari et Antonio Brivio sont pressentis pour participer aux épreuves de bobsleigh à quatre. Seul Brivio prend finalement part à la compétition, avec l'équipage Italie I,,.

#### 1936:«l'axe Berlin-Rome pouvait bien aller se faire foutre»
Le championnat d'Europe des pilotes reprend la même règlementation et les mêmes sept épreuves que l'année précédente mais trois sont annulés pour des raisons politiques : la Société des Nations proclame des sanctions économiques à l'encontre du royaume d'Italie pour avoir envahi et occupé l'Abyssinie. En représailles, l'Italie fasciste de Benito Mussolini, le président du Conseil annonce le boycott des Grands Prix de France et de Grande-Bretagne. La Guerre d'Espagne opposant les républicains et les nationalistes menés par Francisco Franco provoque l'annulation du Grand Prix d'Espagne. Enfin, des grèves empêchent la tenue du Grand Prix de Belgique. Ainsi seules quatre épreuves demeurent programmées, les Grands Prix de Monaco, d'Allemagne, de Suisse et d'Italie,,,,,.
À l'aube de la saison 1936, Auto Union dispose de sa nouvelle monoplace, la Type C, confiée aux pilotes titulaires Achille Varzi, Hans Stuck et Bernd Rosemeyer. Les nouveaux réservistes sont Rudolf Heydel, Ernst von Delius, Rudolf Hasse et Rudolf Heydel qui se tue lors des essais de début de saison,. Paul Pietsch, en désaccord avec les dirigeants de l'équipe et mécontent de leur gestion de l'aventure extraconjugale entre sa femme et son coéquipier, quitte l'écurie, de même que Hermann zu Leiningen,.
Pour Varzi, l'année commence par deux opérations médicales ; la première, mineure, est pratiquée à la mi-janvier à la gorge ; la seconde, à la mi-mars, a pour but de lui ôter définitivement l'appendice dont une inflammation l'avait perturbé à l'Eifelrennen 1935,,. Remis, il prend part aux qualifications du Grand Prix de Monaco, première manche du championnat. Septième temps, il démarre depuis la troisième ligne et, malgré une pluie torrentielle et l'huile répandue par l'Alfa Romeo de Mario Tadini, remonte les positions. Troisième au sixième passage, il profite des problèmes de freins de Nuvolari qui le devance, pour s'installer en deuxième position au vingt-septième passage. Stuck lui conteste âprement la position mais ne parvient pas à le dépasser. L'Italien termine finalement second derrière Rudolf Caracciola, intouchable sous le déluge monégasque,,,,,,. Varzi est sanctionné de deux points au championnat,.

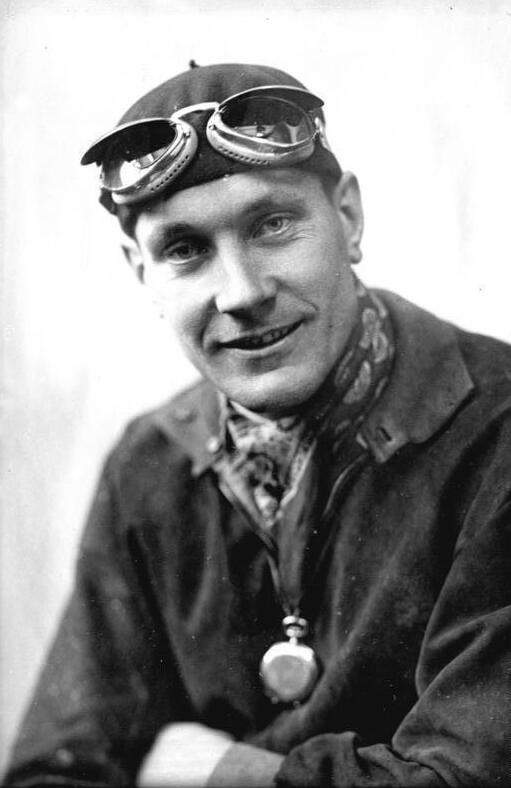
Hans Stuck, pilote indissociable d'Auto Union et présent dans le projet dès ses origines. Il aurait rencontré Adolf Hitler des années avant son accession au pouvoir, ce qui lui valut un certain degré de protection personnelle. Pourtant, lors du Grand Prix de Tripoli 1936, il est trahi par les consignes de course au profit de Varzi.

Trois semaines plus tard se tient le Grand Prix de Tripoli ; Joachim von Ribbentrop, le nouvel ambassadeur du Troisième Reich auprès du Royaume-Uni, préconise, pour favoriser la bonne entente avec l'Italie, qu'un Italien remporte l'épreuve,,. Sommées de coopérer par Adolf Hühnlein, le dirigeant des Nationalsozialistisches Kraftfahrkorps (NSKK), l'organisation paramilitaire nazie qui les encadre, Mercedes et Auto Union doivent tout mettre en œuvre pour faire gagner leur pilote italien, Luigi Fagioli pour la firme à l'étoile et Varzi pour la firme aux anneaux. Parti troisième, Varzi se porte aux avant-postes, aux prises avec Stuck. Comme les Mercedes-Benz W25K souffrent d'une fiabilité aléatoire et que Fagioli est trop en retard pour espérer l'emporter, Auto Union doit appliquer les plans de Von Ribbentrop. Le docteur Feuereissen, manager de l'écurie, ordonne à Stuck de ralentir et à Varzi d'accélérer ; l'Italien réalise le record du tour et surprend l'Allemand en le dépassant peu avant la ligne,,,,,,,,,,,,. Pendant la cérémonie, Italo Balbo, le gouverneur général de la Libye italienne, lance un toast au vainqueur mais regarde Stuck lorsqu'il lève sa coupe. Les deux pilotes découvrent rapidement qu'ils ont été manipulés,,. Stuck, d'ordinaire maîtrisé, s'emporte devant les autorités d'Auto Union et leur déclare que « l'axe Berlin-Rome pouvait bien aller se faire foutre ». L'événement accroît également la rivalité entre les deux hommes. Abattu et amer, Achille Varzi rentre à son hôtel où l'attend Ilse qui, pour calmer sa déception, l'initie à la morphine, substance qu'elle avoue prendre depuis une opération mineure,,,,,,.
Toujours présent en Afrique du Nord pour disputer le Grand Prix automobile de Tunisie 1936 qu'il a déjà remporté trois fois, la dernière en 1935, Varzi présente les premiers signes de son addiction,,,. Mal rasé, décoiffé et tremblant, il alterne les moments de bavardages inhabituels et les phases mutiques où il semble absent et apathique,,. En course, il connaît son premier accident après dix ans de carrière sur quatre roues,,. Ayant probablement consommé de la morphine la nuit précédente, il ne corrige pas la trajectoire de sa monoplace après une casse de suspension ; poussé par le vent dans une section à très haute vitesse, il quitte la piste et part dans une série de tonneaux à près de 250 km/h pour terminer sa course en pulvérisant un cactus. Varzi, qui s'est abrité sous le volant pendant les tonneaux, ressort indemne de l'accident mais si choqué qu'il reste incapable de tenir sa cigarette,,,,,,,.
Toujours hors-championnat, il participe au Grand Prix de Penya-Rhin à Barcelone au volant d'une Auto Union Type C à châssis court, développé à sa demande pour plus de performance dans les tortueuses rues du tracé de Montjuïc. Déçu par le comportement de la voiture modifiée, il souhaite prendre le départ sur une monoplace a châssis long mais essuie un refus des dirigeants d'Auto Union car Rosemeyer, accidenté aux essais (et blessé au genou), en a besoin. Varzi renonce à prendre le départ et est remplacé par Ernst von Delius,,,. Des rumeurs font état de tractations de Varzi, en désaccord avec les dirigeants d'Auto Union, auprès de la Scuderia Ferrari pour la saison à venir.
La semaine suivante, Varzi prend part à l’Eifelrennen sur une monoplace conventionnelle mais le temps initialement pluvieux devient rapidement brumeux. Alors que Bernd Rosemeyer, seul en tête, tourne sans se soucier des conditions météorologiques, l'Italien termine septième, devancé de peu par Louis Chiron et précédant Hans Stuck d'à peine plus d'une seconde,,,,,. Avec un troisième Grand Prix en autant de semaines, les principales écuries se rendent à Budapest pour disputer le Grand Prix local. Après plusieurs tergiversations, le royaume de Hongrie organise son premier Grand Prix sur le circuit temporaire du parc urbain de Népliget,,. Sixième au départ, Varzi termine troisième à deux tours du duo Nuvolari-Rosemeyer,,,,,. Persuadé d'avoir toutes ses chances de remporter l'épreuve mineure de Milan, sur le tracé du Parco Sempione, Varzi convainc son écurie de lui confier une voiture. Il affronte, roue dans roue, Nuvolari qui reçoit le premier le drapeau à damier avec neuf secondes d'avance,,,,,.

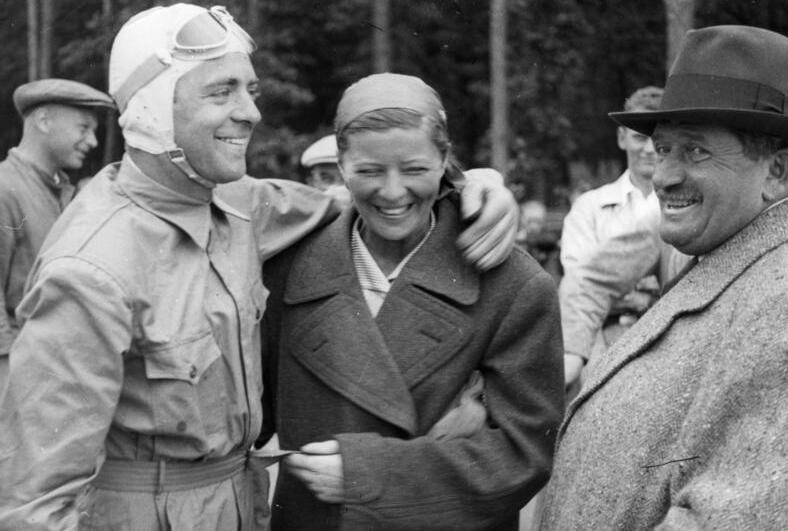
Bernd Rosemeyer, ici accompagné de sa femme Elly Beinhorn et de Ferdinand Porsche, pilote vedette d'Auto Union, devient, pour sa deuxième année en Grands Prix, champion d'Europe des pilotes. Rosemeyer aidera Varzi à réintégrer l'écurie, lorsque, plus tard, il en fera la demande.

Humilié par sa défaite à Milan, souhaitant probablement éviter le pays après les événements de Tripoli et, peut-être, privé de ses moyens par la morphine, Varzi ne se présente pas au Grand Prix d'Allemagne. Remplacé par Rudolf Hasse qui termine quatrième, il est sanctionné de huit points pour non-participation,,,. Dans le même temps, des rumeurs commencent à circuler à son encontre quant aux raisons de son absence.
Lors de l'épreuve suivante, la Coppa Montenero, Varzi se porte en tête mais abandonne à cause d'une défaillance du système de freinage,,,,. Le 15 août, face à une concurrence limitée (Mercedes se retirant des Grands Prix jusqu'au Grand Prix de Suisse), Auto Union se présente, sans Varzi, dans les Abruzzes pour la Coppa Acerbo. Personne, pas même ses parents, ne sait où se trouve le pilote,. Des membres de l'équipe retrouvent sa trace dans une villa de Rome, entouré de bouteilles de champagne, de cigarettes et de café. La morphine a déjà pris possession de l'Italien,. Arrivé à Pescara, il réalise la pole position et le meilleur tour en course mais, dans la fournaise, doit changer quatre fois de pneumatiques, ce qui ruine ses chances de victoire. Il termine troisième, précédé par Bernd Rosemeyer et Ernst von Delius,,,,.
Alors que Varzi prend part aux essais du Grand Prix de Suisse à Bremgarten, le docteur Feuereissen, manager de l'écurie, fait une descente dans l'hôtel où résident l'Italien et sa compagne Ilse et la découvre en possession de drogue. Pendant ce temps, Varzi conquiert la troisième place sur la grille puis termine deuxième de la course,,,,. Ce résultat lui permet d'inscrire seulement deux points pour cette troisième manche du championnat,.
La dernière manche de la saison, à Monza, se tient sans Mercedes qui renonce à s'engager pour se consacrer au développement de la Mercedes-Benz W125 qui sera engagée en 1937. Les Auto Union, parties des avant-postes, perdent rapidement Stuck, sur sortie de piste puis Varzi, moteur cassé,,,. N'ayant pas parcouru le quart de la distance de la course, il est sanctionné de sept points et, au terme de la saison, se classe quatrième du championnat avec dix-neuf points, devancé par le champion Rosemeyer, Stuck et Nuvolari,.

### Le combat contre la morphine

#### 1937-1938: un état de santé précaire et de rares apparitions
À seulement trente-deux ans, Varzi, métamorphosé par la morphine et écarté d'Auto Union, ressemble à un vieil homme et vit désormais dans un hôtel de Milan aux côtés d'Ilse,,,. S'il n'est sous contrat avec aucune écurie, des rumeurs le voient chez Ferrari, aux côtés de Tazio Nuvolari et Luigi Fagioli,.
Sous l'influence de la drogue, il reste éloigné des circuits pendant plus de six mois et ne prend son premier départ de la saison 1937, au Circuito di San Remo, une course ouverte aux voiturettes de moins de 1 500 cm3 de cylindrée, qu'à la fin juillet au volant d'une Maserati 4CM officielle,, ; il remporte le Grand Prix en s'adjugeant également le meilleur tour en course,,,,. Cette réapparition soudaine laisse croire qu'il se rendra dans les Abruzzes pour la Coppa Acerbo des voiturettes, puis disputera la Targa Abruzzo, et le Grand Prix de Berne à Bremgarten. Il apparaît finalement à Livourne pour disputer le Grand Prix d'Italie, dernière des cinq manches du championnat (avec les Grand Prix de Belgique, d'Allemagne, de Monaco et de Suisse,,,,,,,). Le règlement est resté inchangé, avec cinq cents kilomètres à parcourir, sauf à Monaco,,. Trois semaines plus tôt, Nuvolari, laissé libre par Alfa Corse a enfin pu prendre le volant d'une Auto Union, au Grand Prix de Suisse,.
Varzi convainc le docteur Feuereissen qu'il a quitté Ilse et renoncé à la drogue,. Grâce au soutien de Rosemeyer, il obtient de pouvoir disputer les trois derniers Grands Prix de la saison, en Italie, en Tchécoslovaquie et à Donington,. Deux semaines avant sa première course, il s'entraîne sur le Nürburgring puis, à Livourne, s'impose comme le meilleur pilote des essais du vendredi,,,,. Il s'offre ensuite le luxe de se classer deuxième des qualifications derrière Caracciola en devançant Rosemeyer,. Les voitures s'élancent après deux reports de la procédure de départ mais Varzi, à court de forme, ne tient pas la distance et s'arrête, exténué et en sueur, peu avant la mi-course pour faire une pause,,. Sixième en ayant parcouru plus des trois quarts de la distance, il est sanctionné de quatre points ; pénalisé de huit points pour chacune des épreuves auxquelles il n'a pas participé, il se classe vingtième ex æquo avec trente-six points,,,,,,,.
Une semaine plus tard, Varzi retrouve Maserati pour la Coppa Edda Ciano. En tête pendant cinq tours, il rencontre des problèmes de moteur et abandonne peu après,,,. Il se présente au Grand Prix de Tchécoslovaquie avec deux doigts bandés, et après une séance d'essais ratée, demande à pouvoir repartir par le premier train. Auto Union l'autorise à déclarer forfait mais lui signifie alors, en représailles, qu'il ne sera pas engagé à Donington, la dernière des trois courses qu'il était supposé disputer.

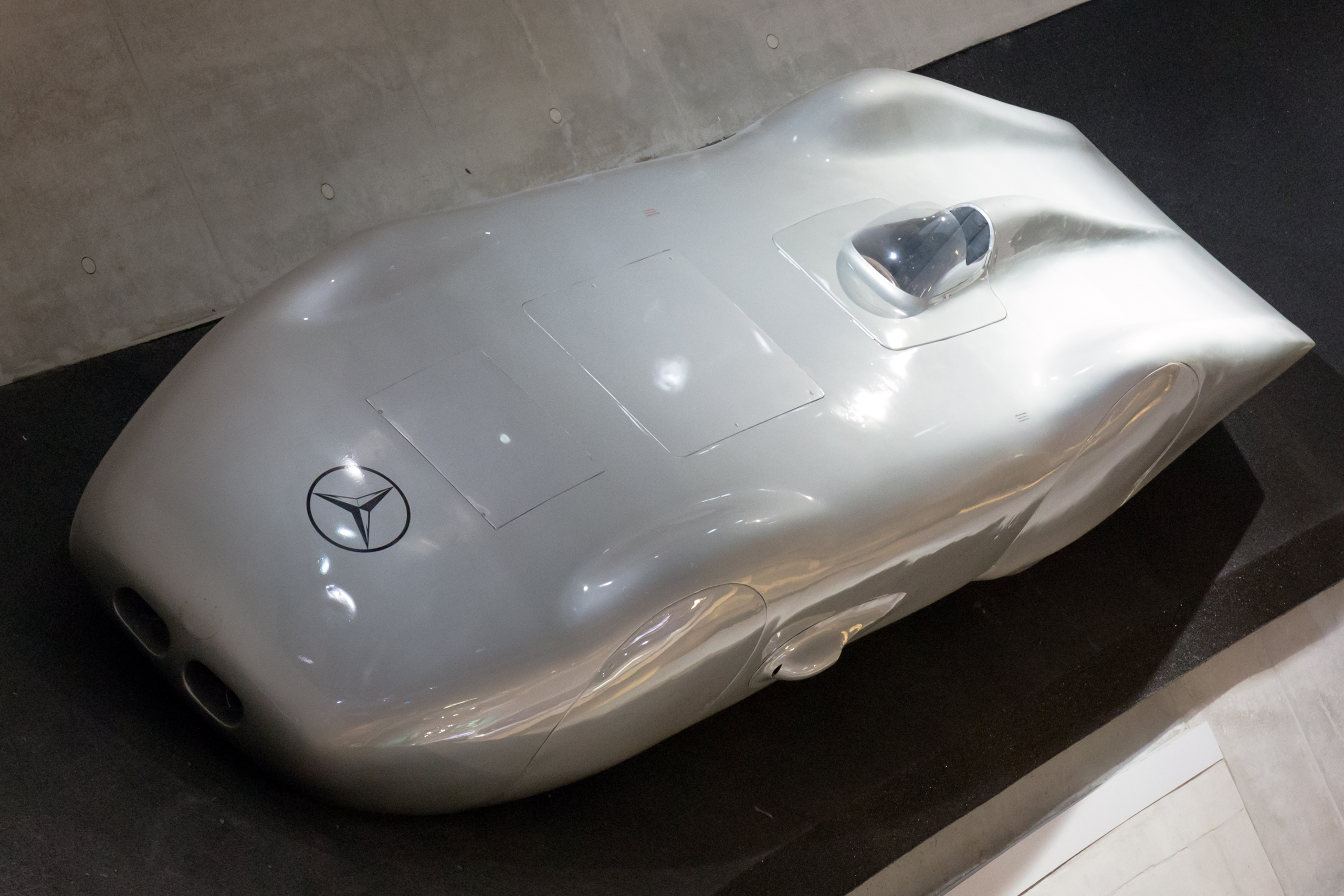
Le 28 janvier 1938 en sport, Rudolf Caracciola établit le record de vitesse le plus élevé sur une route publique avec la Mercedes-Benz W125 Rekordwagen. Le jour même, Bernd Rosemeyer se tue en tentant de reprendre le record ; Auto Union envisage alors de réintégrer Varzi mais son état de santé compromet l'opération.

Le 28 janvier 1938, Bernd Rosemeyer se tue en cherchant à battre le record de vitesse sur route que Rudolf Caracciola lui a ravi quelques heures plus tôt,. Confronté au problème de son remplacement, les dirigeants d'Auto Union envisagent de réintégrer Varzi mais l'instabilité de son état de santé conduit l'écurie allemande à lui préférer Hans Stuck, lui aussi limogé pendant l'intersaison à l'automne. Le même mois, Varzi est recruté par l'écurie officielle Maserati.
Fin février, le fils d'Ercole Varzi (le président de la section de Novare de la Reale Unione Aeronautica) et cousin d'Achille, Oliviero Varzi, se tue dans un accident d'avion au large du Caire. Dès lors, une rumeur enfle annonçant la mort d'Achille,. La vérité est rétablie lorsque les corps d'Oliviero Varzi et de Rinaldo Rinaldi, son copilote, sont ramenés en Italie où les honneurs leur sont rendus avec l'appui des Faisceaux de combat pour servir la propagande fasciste.
Fin mars, Tazio Nuvolari, Felice Nazzaro et Varzi se rendent à Monza pour remettre au meilleur jeune pilote le trophée du Volante d'Argento organisé par La Gazzetta dello Sport,.
À la surprise générale, il apparaît enfin à Tripoli pour son unique participation de l'année 1938, au volant d'une 8CTF à moteur suralimenté de trois litres fournie par l'usine. Cette solution technique rejoint celle des nouvelles Mercedes-Benz W154 et Auto Union Type D qui s'adaptent à la nouvelle réglementation (moteur de trois litres suralimentés ou quatre litres et demi atmosphériques). Il pointe toutefois à plus de quarante-cinq secondes d'Hermann Lang, auteur du meilleur temps des essais. Varzi s'améliore lors des qualifications : il n'a plus que dix secondes d'écart sur Lang et s'octroie la septième place de la grille. En course, l'essieu arrière de Varzi cède peu après le quart de la course ; sa dernière participation en Grand Prix d'avant-Guerre se solde par un abandon puisque, inscrits au Grand Prix de l'Automobile Club de France, ni Varzi, ni l'écurie Maserati ne se présentent,,,,,. Varzi annonce sa reprise d'activité quelques jours du Grand Prix d'Allemagne mais son écurie ne s'engage pas,. Lorsque Maserati inscrit trois pilotes à la Coppa Montenero, dont un sous « X », la foule se met à scander le nom de Varzi,. Le suspense dure tout le week-end et prend fin sans que Varzi ait pris le volant, tant en Grand Prix qu'en voiturettes, le volant de la Maserati 8CTF de trois litres revenant finalement à Goffredo Zehender. Trois semaines plus tôt, Nuvolari, laissé libre par Alfa Corse a enfin pu prendre le volant d'une Auto Union, au Grand Prix de Suisse,. Bien qu'annoncé dix jours à l'avance au Grand Prix d'Italie, Varzi renonce à prendre part à la course ; il informe son écurie par courrier et est officiellement remplacé pour raisons médicales par Zehender,,,.
Début 1939, les médias annoncent, à grand renfort de publicité, la signature de son contrat avec Alfa Corse, l'écurie officielle Alfa Romeo,.

#### 1939-1946: en lutte contre la morphine
Inquiétées par le comportement et par l'état de santé de Varzi, les autorités sportives lui retirent son permis de conduire et son passeport,. Ilse Hubach se voit interdite, par le gouvernement Italien, de séjour en Italie sur ordre de Benito Mussolini. Les amants ne se voient désormais que lors de déplacements à l'étranger et dans le plus grand secret. En mars 1939, Varzi se sépare de sa compagne ; Ilse cherche alors à obtenir un faux passeport pour tenter de renouer avec lui en Italie. La jeune femme rencontre par hasard Hans Stuck dans un hôtel de Berlin et lui demande de l'argent pour financer son projet ; plus tard dans la soirée, elle tente de mettre fin à ses jours et est retrouvée dans la rue, seulement vêtue d'une chemise de nuit et murmurant, semi-inconsciente « Achille ». Tous deux, peu à peu, au contact de leurs amis, surmontent leur addiction.
Courant juin 1940, le rôle de Varzi évolue au sein d'Alfa Corse : il devient pilote d'essais et de développement alors que la Seconde Guerre mondiale en cours empêche tout retour à la compétition,,.
Le 27 juillet 1940, il se marie avec Norma Colombo, une amie de longue date qu'il avait perdu de vue du fait de sa relation compliquée avec Ilse Hubach,,,,,,.

### L'après-guerre: entre Europe et Amérique du Sud

#### 1946: premières réapparitions victorieuses

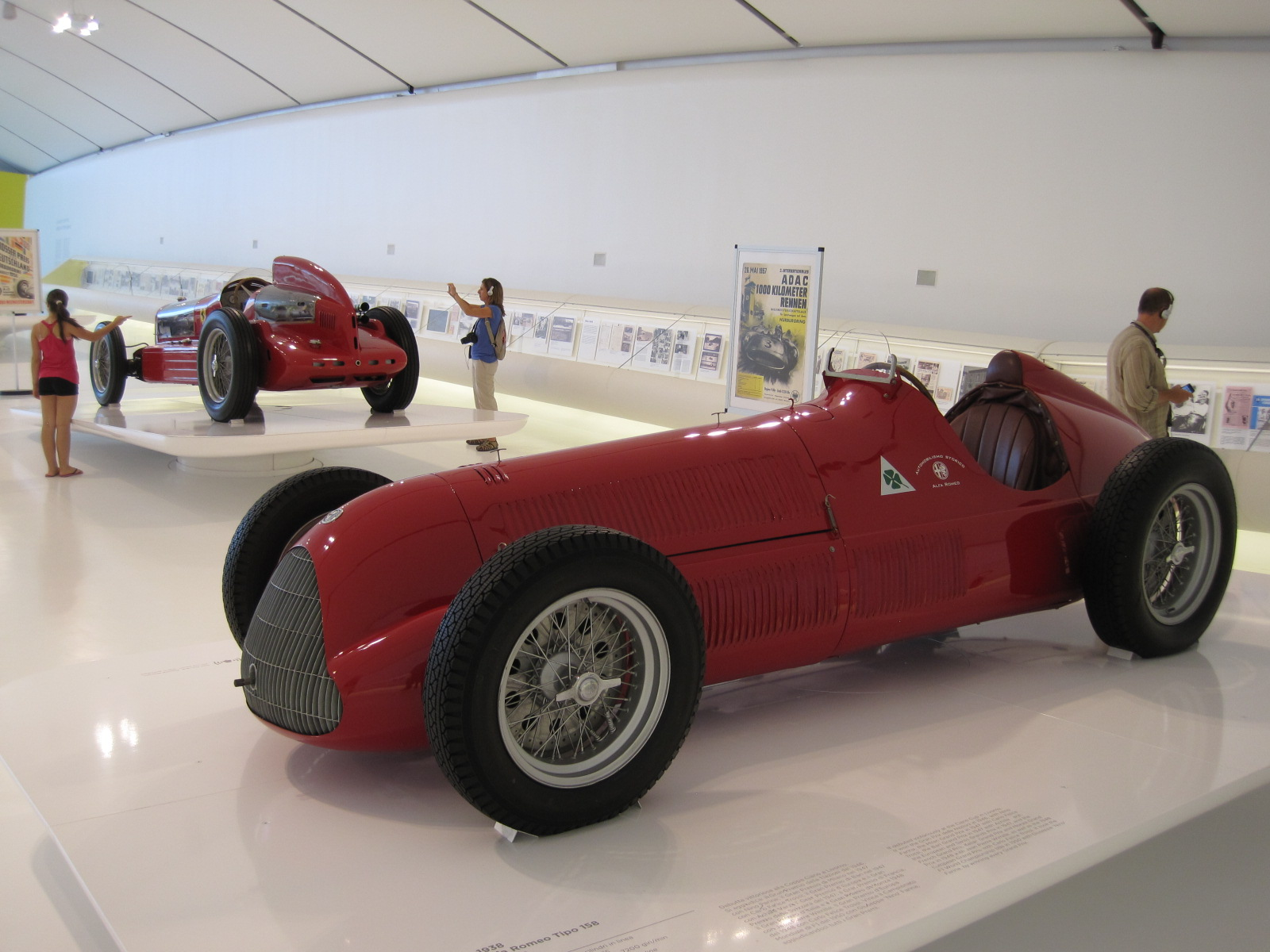
L'Alfa Romeo 158, apparue à la Coppa Montenero 1938, devient, au lendemain de la Seconde Guerre mondiale, une des voitures les plus performantes en Grands Prix. En 1946, exception faite d'une qualification ratée à l'Indianapolis 500, Varzi reprend la compétition avec cette voiture.

À la fin du conflit, en 1945, la Coupe de Paris, seule course de l'année, est organisée dans le bois de Boulogne. La Formule 3 litres suralimentés ou 4,5 litres atmosphériques est révolue : les voiturettes d'avant-guerre, de 1,5 litre, représentent la plus grosse partie du plateau. Si aucune règlementation générale n'est établie, les monoplaces, pilotes et écuries allemandes sont bannis des circuits d'Europe, de même que le Grand Prix automobile d'Allemagne.
Achille Varzi, après plusieurs longs passages dans une clinique de Suisse, revient désintoxiqué et animé d'un esprit de revanche et de rédemption,,,. Sa première apparition de la 1946 a lieu au parc Valentino de Turin, lors d'essais pour le Grand Prix de Valentino. Avec Antonio Brivio, Giovanni Lurani, Carlo Felice Trossi et Giuseppe Farina, il fonde le comité extraordinaire des sports automobiles qui aboutira à la création de l'Associazione Sportiva degli Automobilisti Italiani (Association Sportive Automobiliste d'Italie).
Varzi et les autres pilotes Alfa Romeo, Giuseppe Farina, Carlo Felice Trossi, Clemente Biondetti et Carlo Maria Pintacuda, s'exercent au pilotage de l'Alfa Romeo 158 dès la fin février en vue du Grand Prix de Nice, auquel il ne participe finalement pas,,.
Au sein de l'écurie officielle Maserati, il embarque vers les États-Unis, disputer les 500 miles d'Indianapolis en compagnie de Luigi Villoresi. Si son coéquipier se qualifie, Varzi échoue et ne prend pas part à l'épreuve,,,.
Varzi rentre en Europe et prend son premier départ fin juillet, au Grand Prix des Nations, à Genève. Deuxième de sa manche préliminaire derrière Jean-Pierre Wimille, il termine la course septième et avant-dernier classé,,,.
Alfa Romeo décide de se concentrer sur le Grand Prix de Valentino où Varzi fait figure de favori après avoir pris part à de longues séries d'essais. Il confirme en qualifications en se plaçant en cinquième position sur la grille de départ et remporte la course en devançant de peu Jean-Pierre Wimille,,,,.
Varzi clôt sa saison par le Circuito di Milano, deuxième Grand Prix de l'année disputé en Italie. Bien que Giuseppe Farina soit donné favori, Varzi parvient à terminer premier de sa manche et deuxième de la finale, derrière Carlo Felice Trossi,,.
La saison finie, Varzi demeure, malgré son âge, une référence ; le journaliste Aldo Farinelli le déclare « correct et infaillible » dans La Nuova Stampa,.

#### 1947: Le début de l'aventure sud-américaine

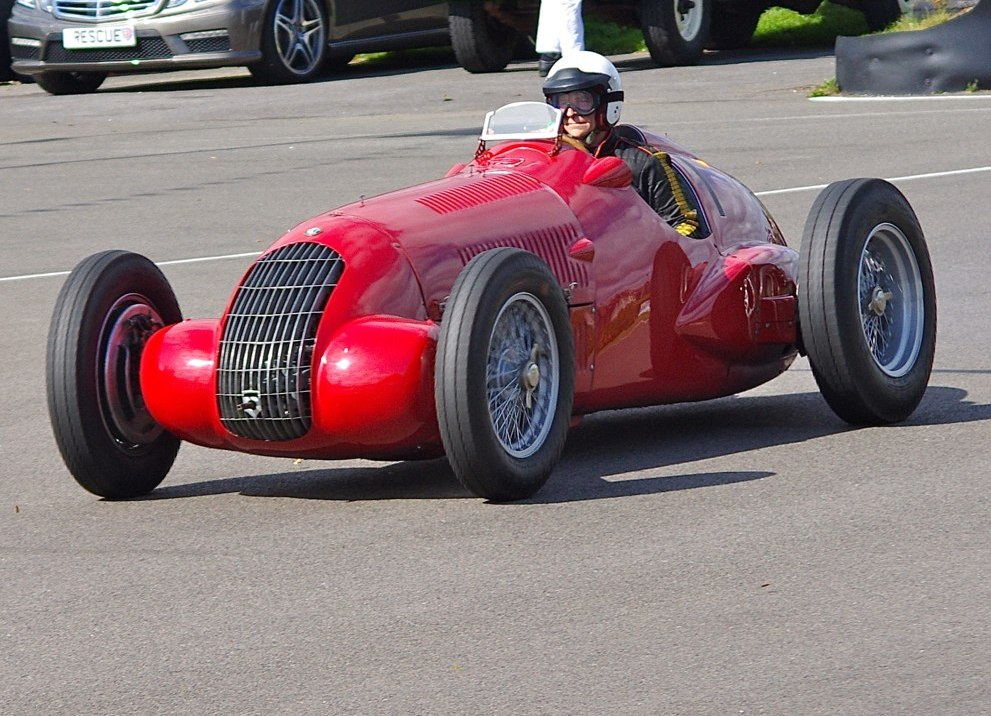
En 1947, Varzi participe à la Temporada Argentina au volant d'une Alfa Romeo d'avant-guerre.

En 1947, la Fédération internationale de l'automobile, qui remplace l'Association Internationale des Automobile Clubs Reconnus, fixe les premières règles de l'Après-guerre, prémices de la future Formule 1. La cylindrée des voitures est fixée à 1 500 cm3 suralimentés ou 4 500 cm3 atmosphériques. Cependant, les monoplaces de l'entre-deux-guerres de 3 000 cm3 restent accueillies sans restriction en Amérique du Sud et plus particulièrement en Argentine avec la Temporada Argentina.
Début 1947, Varzi prend part, au volant d'une vieille Alfa Romeo Tipo 308 appartenant aux Français de l'Écurie Naphtra Course au Grand Prix du Général Juan Perón et se classe deuxième derrière la Maserati 4CL engagée par la Scuderia Ambrosiana pour Luigi Villoresi,,,,,. Il est moins chanceux lors de l'épreuve suivante, le Grand Prix Eva Duarte Perón où il abandonne à cause d'un problème de valve. À la Copa Acción de San Lorenzo Varzi rencontre un pilote local qui court sur un châssis de Ford T mu par un six cylindres en ligne Chevrolet, Juan Manuel Fangio. Varzi s'impose tandis que Fangio termine sixième et dernier classé devant six pilotes ayant abandonné,,. Varzi, à nouveau victorieux à Interlagos, clôt sa tournée sud-américaine par un abandon à Rio de Janeiro,,,.
De retour en Europe, l'Italien manque les Mille Miglia mais retrouve Alfa Corse et ses Alfa Romeo 158. Il réalise quatre podiums consécutifs, terminant deuxième en Suisse, en Belgique et en Italie puis en remportant la course de Bari,,,,,,,.

#### 1948: l'ultime saison
Comme l'année précédente, Varzi commence sa saison à la mi-décembre par la Temporada Argentina. Il dispose d'une Alfa Romeo Tipo 312 préparée par son fidèle mécanicien Amedeo Bignami qui remplace le moteur d'origine de 3,0 l par un bloc
Alfa Romeo 12C-37 réalésé à 4,6 l,,. Il s'engage au Grand Prix du Général Juan Perón et de la cité de Buenos Aires, où il retrouve Juan Manuel Fangio, et termine deuxième de sa manche qualificative ; Fangio, au volant d'une Maserati 4CL financée par l'Automobile Club d'Argentine est quatrième, à deux minutes. Les deux hommes abandonnent lors de la manche finale de la course, tous deux trahis par l'allumage de leurs monoplaces,,. Ils se retrouvent au Grand Prix du Général San Martín à Mar del Plata où l'expérimenté Varzi finit deuxième derrière la Maserati 8CL de Giuseppe Farina,,. Une série d'incidents techniques perturbe la suite de la Temporada. Varzi ne peut prendre le départ de la Copa Acción de San Lorenzo de Rosario, l'arbre de transmission de son Alfa étant hors-service, puis, au Grand Prix Eva Duarte Perón, il abandonne sur panne électrique.
Au Brésil, il abandonne une nouvelle fois au Grand Prix d'Interlagos puis sauve l'honneur quelques jours plus tard au circuit International d'Interlagos en remportant ce qui restera sa dernière victoire,. Varzi parle de prendre sa retraite en Argentine, où il est devenu populaire, pour ouvrir une école de pilotage,,. Déjà, il prodigue ses conseils à Juan Manuel Fangio.
Le 23 mai 1948, la mère d'Achille, Giuseppina Colli Lanzi, décède et Varzi rentre en Europe. Une fois les cérémonies passées, il s'engage au Grand Prix de Bari. Annoncé sur Simca, il concourt finalement sur Cisitalia D46 et termine troisième,,,. À Mantoue, il participe à la Coppa Giorgio e Alberto Nuvolari organisée à la mémoire des fils de Tazio Nuvolari qu'il affronte pour la dernière fois. En course, Varzi prend l'ascendant sur son rival intime puis terminant troisième quand Nuvolari abandonne,,. Varzi prend ensuite part à une course motonautique à Luino et termine à nouveau troisième,.

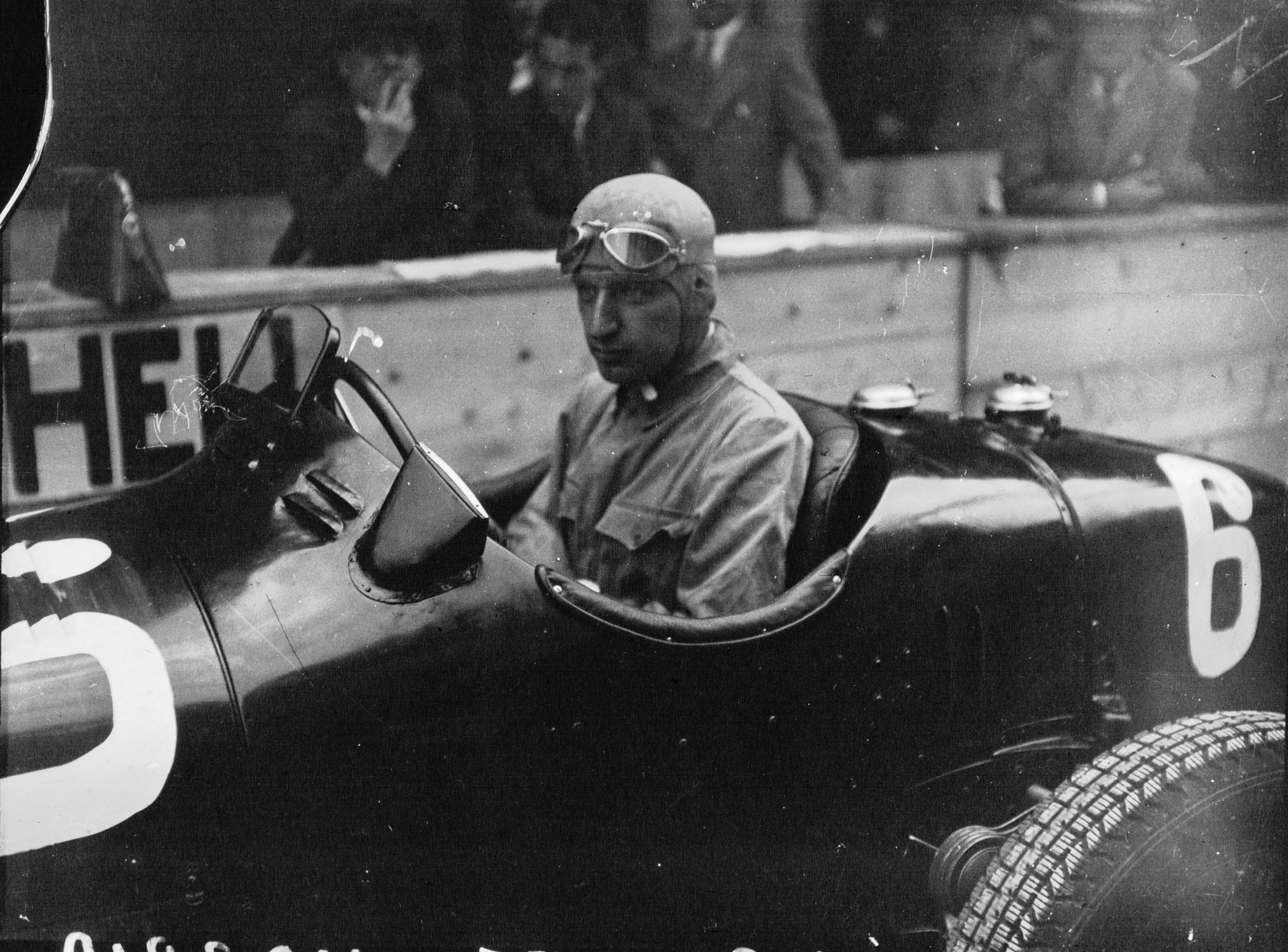
Le comte Carlo Felice Trossi, ici au Grand Prix de Montreux 1934, membre de l'écurie Alfa Romeo remporte le Grand Prix de Suisse à la demande de Norma Varzi et en la mémoire de son mari, Achille.

Vient ensuite le week-end du Grand Prix de Suisse, sur le circuit de Bremgarten noyé sous la pluie où Omobono Tenni (champion d'Europe de vitesse moto en 1937 sur 250 cm3 et 1947 sur 500 cm3) se tue lors de la course motocycliste,,. À la suite de cet accident, les autres pilotes demandent à Varzi s'il est encore décent de courir et le mettent en garde : « pourquoi courir encore ? »,.
Achille Varzi prend toutefois part aux essais au volant d'une Alfa Romeo 158 officielle et, après un premier tour sous la pluie, s'arrête devant ses mécaniciens, change de lunettes, demande un imperméable et repart quelques instants plus tard,. Arrivé trop lentement dans le virage de Jordenrampe, une section en descente, la voiture perd de l'adhérence. Varzi commet la seconde erreur de pilotage de sa carrière conduisant à un accident en corrigeant trop fort sa trajectoire ; à cause de la pluie, il sort de la piste et heurte un piquet de clôture séparant le circuit de la forêt environnante. La monoplace se retourne, et Varzi se brise instantanément la nuque,,,,,,. Luigi Fagioli est le seul à voir le début de l'accident. Louis Chiron, qui le suit, réussit à immobiliser son véhicule et arrive le premier sur les lieux en criant « Achille, Achille, que t'est-il arrivé ? »,, mais il est déjà trop tard,.
Alfa Romeo demande à Norma Varzi si elle souhaite que l'équipe se retire, ce à quoi elle répond qu'elle préfère que l'écurie rende honneur à son mari en remportant la course,,. Si le Grand Prix est fatal à un autre pilote, Christian Kautz, Carlo Felice Trossi l'emporte en mémoire de son coéquipier,,,.

## Hommages et postérité

### Les funérailles
Achille Varzi est inhumé dans sa ville natale de Galliate, en l'église San Giuseppe, le 6 juillet 1948. Reposant pendant trois jours dans le châssis de l'Alfa Romeo Tipo 312 avec laquelle il venait de courir en Amérique du Sud, il est veillé par ses amis puis enterré en présence de près de 15 000 personnes,,,.
Plusieurs délégations sportives officielles sont présentes dans le cortège, dont Alfa Romeo et Cisitalia ; de nombreux pilotes et personnalités du monde de la course comme Alberto Ascari, Juan Manuel Fangio, Louis Chiron, Carlo Felice Trossi, Enrico Platé, Antonio Brivio, Aymo Maggi, Franco Cortese, Renato Danese, Pietro Ghersi, Consalvo Sanesi, Luigi Villoresi, Piero Taruffi, Giovanni Lurani, Chico Landi et Giovanni Bracco sont présents aux funérailles,.

« Peut-être que étais-tu, Achille, destiné à mourir parce que ta conduite avait un touche de ce génie qui reste un des plus grands mystères de la nature, et la nature s'efforce de détruire ce qui se rapproche trop d'elle. Beethoven fut frappé de surdité alors qu'il s'apprêtait à transcender la puissance de l'expression musicale de l'homme. Galilée devint aveugle quand il tenta de sonder l'infini et ses lois. Les mains de Léonard de Vinci se sont paralysées quand il était sur le point de se rapprocher de la perfection plus que n'importe qui avant lui. Et toi aussi, Achille, tu as été détruit quand tu as cherché à franchir les limites connues de la vitesse. Maintenant tu te prépares pour une autre course, la dernière grande course. Une course sans danger, sans inquiétude ni chagrin. Bonne course, Achille. »

— Extrait du discours d'adieu,,.

### La Scuderia Achille Varzi
Au printemps 1949, l'Automobile Club d'Argentine, appuyé par la compagnie pétrolière YPF, acquiert deux Maserati 4CLT/48 et une Simca-Gordini Type 11 tandis que Juan Perón élève plusieurs pilotes, parmi lesquels Juan Manuel Fangio, au rang d'« Ambassadeurs Extraordinaires du Sport Automobile Argentin ». L'équipe se rend en Italie et s'installe dans une maison prêtée par Menotti Varzi.
Les pilotes prennent part à plusieurs courses parmi lesquelles les Grands Prix de Sanremo avec l'écurie Automovil Club Argentina, puis les Grands Prix de Pau et du Roussillon avec la Squadra Argentina, de Marseille, engagés par la Scuderia Achille Varzi et enfin, de Grand Prix de Buenos Aires avec l'Equipo Argentino Achille Varzi puis la Scuderia Achille Varzi,,,.
Cette structure de course fait débuter en Europe et en Formule 1 plusieurs pilotes importants comme Juan Manuel Fangio, José Froilán González ou Alfredo Piàn ; ces derniers s'engagent pour la première fois en championnat du monde de Formule 1, au Grand Prix de Monaco, en 1950,. Piàn renonce au départ tandis que González, part en troisième position, depuis la première ligne ; il ne peut échapper pas au carambolage du premier tour qui indirectement provoque un incendie sur sa monoplace.

### Fangio, l'ambassadeur

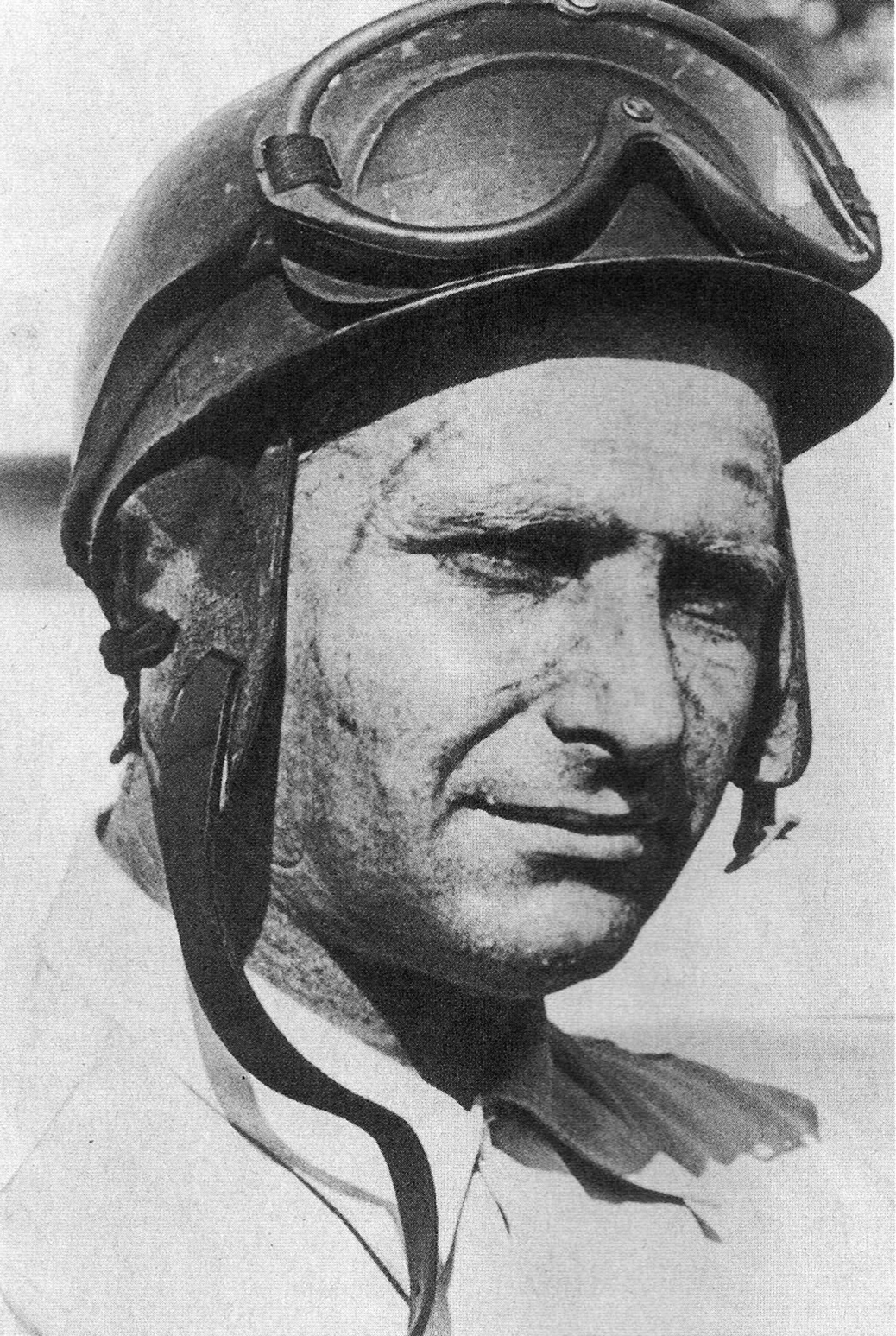
Juan Manuel Fangio, champion du monde de Formule 1 en 1951, 1954, 1955, 1956 et 1957, rencontre Achille Varzi en 1947 lors de la Temporada Argentina.

Juan Manuel Fangio reste profondément influencé par Achille Varzi durant toute sa carrière et même après,. À la mort de Varzi, il recrute son mécanicien attitré, Amadeo Bignami (qui plus tard s'occupera des voitures de José Froilán González, Benedicto Campos, Roberto Mieres et Onofre Marimón), et se réclame de l'école d'Achille Varzi,,,. Fangio considère Varzi comme une référence du pilotage et compare Jackie Stewart, lors de son troisième sacre, à l'Italien.
L'Argentin, invité par la ville de Galliate, est présent lors des célébrations du trente-cinquième anniversaire de sa disparition et remet au pilote de Formule 1 jugé le plus prometteur, Michele Alboreto, le Prix Achille Varzi décerné par le jury de l'Automobile Club de Novare,,. Cette distinction est décernée une seconde fois, deux ans plus tard, à Elio De Angelis.

« Varzi était, pour moi, un dieu […]. Il parlait avec une grande simplicité et me donna plusieurs précieux conseils. Il est probablement le pilote que j'ai le plus admiré de ma vie, un homme qui se souciait seulement de son art. »

— Juan Manuel Fangio,

### Autres hommages
« Achille Varzi était l'homme qui voulait être tout ou rien. Il n'admettait pas la médiocrité, les demi-mesures. Et comme il admirait et reconnaissait les belles choses, les grandes entreprises, les hommes de valeur, il méprisait tout ce qui, homme ou chose, ne valait rien ou presque. »

— Giovanni Canestrini, Gazzetta dello Sport, 6 juillet 1948,
Lors du Grand Prix d'Italie 1948, Jean-Pierre Wimille reçoit, pour avoir réalisé le record du tour, un trophée en bronze illustrant la victoire de Varzi au Grand Prix de Turin 1946.
À l'occasion du Grand Prix de Suisse 1949, un autre bronze est fondu et érigé, sur le circuit de Bremgarten, en l'honneur d'Omobono Tenni et Achille Varzi.
Interrogé par la presse après sa troisième place au Grand Prix d'Allemagne 1964, Lorenzo Bandini révèle que son modèle est Varzi et non pas Nuvolari.
En 2009, Bugatti célèbre son centenaire en produisant une série spéciale de quatre Bugatti Veyron 16.4. Chaque modèle de L'édition Centenaire porte le nom d'un pilote emblématique de la marque ; Achille Varzi, Malcolm Campbell, Jean-Pierre Wimille et Hermann zu Leiningen sont ainsi mis en avant. La Bugatti Centenaire Varzi reçoit une livrée bordeaux rappelant sa Type 51 personnelle.

### Héritage et postérité
« Je cours pour le peuple et pour les applaudissements. Je cours pour qu'ils puissent être entendus »

— Achille Varzi,

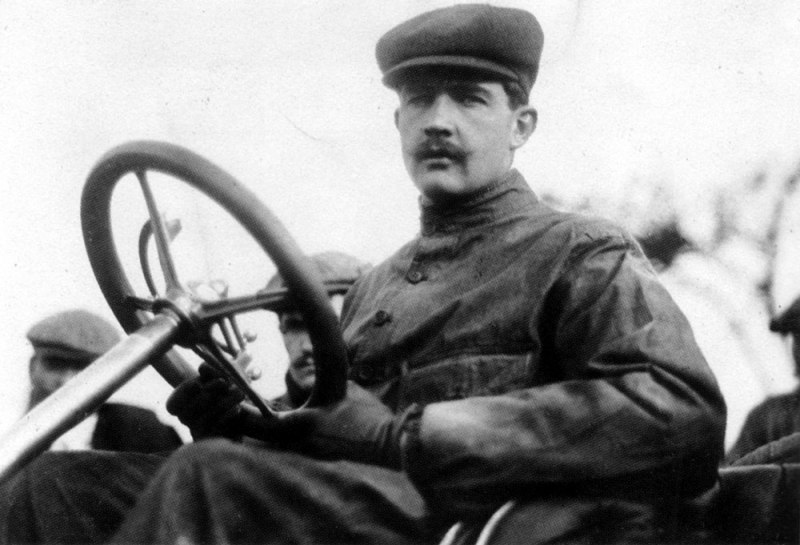
Felice Nazzaro, ici en 1907, vainqueur du premier tour d'Italie automobile organisé en 1901 et deuxième du Grand Prix de l'Automobile Club de France (première course à recevoir l'appellation de Grand Prix) était le modèle de Varzi.

Au lendemain de sa mort, Franco degli Uberti, journaliste à Auto Italiana, écrivait de Varzi qu'« il n'avait pas de tifosis, mais une multitude d'admirateurs »,. Lors de son accident mortel, Varzi ne portait pas de casque mais un bonnet en lin blanc. En réaction, la Fédération internationale de l'automobile impose le port du casque en course,.
Considéré comme l'un des meilleurs pilotes de l'entre-deux-guerres aux côtés de Rudolf Caracciola, Bernd Rosemeyer, Louis Chiron ou Tazio Nuvolari, sa rivalité avec ce dernier marque son époque par son intensité et sa longévité ; pourtant, il reste moins populaire que ces derniers,.

« Varzi a toujours été pour moi un frère. Je voyais en lui un continuateur de la « Grande Époque » de Nazzaro, de Campari, d'Ascari et de tous ceux qui, comme lui, ont sacrifié leur vie à leur passion. »

— Tazio Nuvolari,

« Varzi : un grand pilote, peut-être moins remarquable que Nuvolari pour la foule des non-initiés mais impressionnant pour l'expert qui sait remarquer sa classe et son style vraiment supérieur qu'il démontre en course. Lors des quelques courses auxquelles j'ai assisté, j'ai trouvé chez Varzi une gamme étendue de subtilités et de tactiques qui m'a impressionnée. Une conjugaison parfaite entre la performance physique, mentale et la connaissance de la mécanique. Sa hardiesse ne connaît pas la témérité : il connaît le but ultime, la victoire, avec une dépense raisonnée et pondérée d'énergie. »

— Felice Nazzaro,,

« Quand vous aviez vu Varzi derrière, vous frissoniez »

— Rudolf Caracciola,

## Style de conduite et personnalité

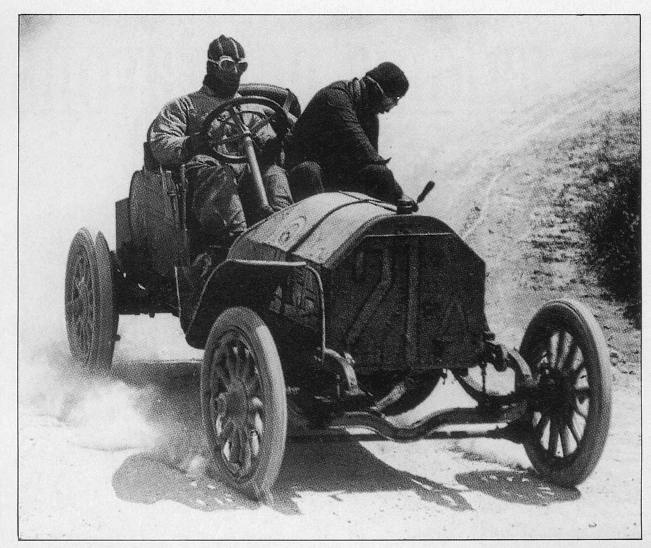
Alessandro Cagno, ici à la Targa Florio en 1907, était un modèle en course de Varzi. Il s'est illustré en endurance, en remportant la première Targa Florio en 1906 ainsi qu'en course de côte, en s'imposant au Mont Ventoux, en 1905.

Jeune, Achille Varzi a pour modèles Vincenzo Lancia, Alessandro Cagno et Felice Nazzaro. Nazzaro devient plus tard son maître en la matière et son modèle,.

« Varzi était le seul pilote, avec Felice Nazzaro, en mesure de donner, à tout moment de sa carrière, une preuve claire que conduire une voiture de course était vraiment un art : l'art dans le sens le plus pur, qui n'est pas seulement esthétique, mais simplicité, perfection, précision, instinct ; le culte de l'art »

— Giovanni Canestrini, Stampa Sera, 19 janvier 1987,
Le style de conduite de Varzi, très rapide mais tout en maîtrise, impliquait une prise de risque minimale, ce qui lui permit d'éviter nombre d'accidents,,,. Lors des départs, il cherchait à tout prix à éviter les contacts ou les frictions et préférait commencer les épreuves en solitaire : soit en tête, soit quitte à perdre quelques places qu'il récupérerait plus tard durant la course. En course, il était un redoutable poursuivant, profitant au maximum des erreurs de ses adversaires sans en commettre lui-même.

« J'observe, j'étudie les différents pilotes et j'ai l'habitude de cogiter […] parce que je dois courir des risques pour affronter mes adversaires. Je fais preuve d'un peu de patience pour attendre que leur nombre se réduise de moitié : durant la première partie de la course, cinquante pour cent des voitures en course sont hors-compétition car leurs pilotes ne s'engagent que pour toucher les primes de départ. »

— Achille Varzi,
Hors de la piste, Achille Varzi est un homme calme dont le comportement est diamétralement opposé à celui de Tazio Nuvolari, ce qui nourrit leur rivalité dans les médias. Froid, distant, séducteur et élégant, son comportement hédoniste et le fait qu'il coure pour lui-même sans s'en cacher contraste avec son rival chaleureux, expressif et typiquement latin,,. Néanmoins, les deux hommes se portent un respect mutuel marqué, Varzi parlant fréquemment de Nuvolari comme d'un « maestro »,. Au moment de fêter la victoire de Caracciola, Nuvolari qui doit répondre à la question « Comment classer les coureurs actuellement ? » se cite en premier, devant Varzi, Chiron, Borzacchini et Caracciola. Varzi pour sa part déclare qu'« entre Nuvolari et les autres, il y a une classe de différence. », Pourtant, dès le moment où Varzi quitte la Scuderia Nuvolari, il cherchera toujours à éviter de se trouver dans la même équipe que Nuvolari et à avoir un temps d'avance sur lui dans le choix des monoplaces. La rivalité entre Nuvolari et Varzi alimente toujours diverses légendes sur l'un et l'autre et sur leurs confrontations.

« La personnalité éminente était Nuvolari mais il a trouvé en Varzi un digne adversaire qui le surpassa dans son style, calme et parfait… »

— Enzo Ferrari,

« Varzi, le pilote, était comme Varzi l'homme : intelligent, calculateur, décidé lorsque nécessaire, suffisamment féroce pour profiter de la première faiblesse, de la première erreur, du premier incident de l'adversaire. Je le dirais impitoyable. Il n'était pas facile à comprendre, surtout quand il suivait ses raisonnements à froid ; c'était un homme, en substance, qui avait la faculté de vous convaincre de l'absurde. »

— Enzo Ferrari,,,,

## Adaptation littéraire
La vie de Varzi et des pilotes de l'entre-deux-guerres sous le Troisième Reich est le sujet d'un triptyque en bande dessinée, signé Marvano, intitulé Grand Prix, paru aux éditions Dargaud,,.

## Résultats en course

### Résultats en Championnat d'Europe des pilotes
| Saison | Écurie                     | Constructeur | Châssis         | Moteur         | GP disputés | Victoires | Pole positions | Meilleurs tours | Points inscrits | Classement  |
| ------ | -------------------------- | ------------ | --------------- | -------------- | ----------- | --------- | -------------- | --------------- | --------------- | ----------- |
| 1931   | Automobiles Ettore Bugatti | Bugatti      | Type 51         | Bugatti L8     | 3           | 1         | 0              | 0               | 13              | 6e ex æquo  |
| 1932   | Automobiles Ettore Bugatti | Bugatti      | Type 54 Type 51 | Bugatti L8     | 2           | 0         | 0              | 0               | 19              | 9e ex æquo  |
| 1935   | Auto Union AG              | Auto Union   | Type B          | Auto Union V16 | 5           | 0         | 2              | 1               | 39              | 7e ex æquo  |
| 1936   | Auto Union AG              | Auto Union   | Type C          | Auto Union V16 | 3           | 0         | 0              | 0               | 19              | 4e          |
| 1937   | Auto Union AG              | Auto Union   | Type C          | Auto Union V16 | 1           | 0         | 0              | 0               | 36              | 20e ex æquo |

| Saison | Écurie                     | Constructeur | Châssis | Moteur               | Course        | Course     | Course        | Course        | Course | Course     | Course        | Classement  | Points inscrits |
| Saison | Écurie                     | Constructeur | Châssis | Moteur               | 1             | 2          | 3             | 4             | 5      | 6          | 7             | Classement  | Points inscrits |
| --- | -------------------------- | ------------ | ------- | -------------------- | ------------- | ---------- | ------------- | ------------- | ------ | ---------- | ------------- | ----------- | --------------- |
| 1931 | Automobiles Ettore Bugatti | Bugatti      | Type 51 | Bugatti 2,3 l L8     | ITA Abd[*][A] | FRA 1er[*] | BEL Abd[*][B] |               |        |            |               | 6e ex-æquo  | 13              |
| 1932 | Automobiles Ettore Bugatti | Bugatti      | Type 54 | Bugatti 5,0 l L8     | ITA Abd[*][C] | FRA Abd[D] |               |               |        |            |               | 9e ex æquo  | 19              |
| 1932 | Automobiles Ettore Bugatti | Bugatti      | Type 51 | Bugatti 2,3 l L8     |               |            | ALL Np        |               |        |            |               | 9e ex æquo  | 19              |
| 1935 | Auto Union AG              | Auto Union   | Type B  | Auto Union 5,6 l V16 | MON Np        | FRA 5e[*]  | BEL Np        | ALL 8e        | SUI 4e | ITA Abd[E] | ESP Abd[*][F] | 7e ex-æquo  | 39              |
| 1936 | Auto Union AG              | Auto Union   | Type C  | Auto Union 6,0 l V16 | MON 2e        | ALL Np     | SUI 2e        | ITA Abd[*][G] |        |            |               | 4e          | 19              |
| 1937 | Auto Union AG              | Auto Union   | Type C  | Auto Union 6,0 l V16 | BEL Np        | ALL Np     | MON Np        | SUI Np        | ITA 6e |            |               | 20e ex æquo | 36              |
| Légende |                            |              |         |                      |               |            |               |               |        |            |               |             |                 |
| Légende (1931 / 1935-1939) - Vainqueur : 1 point - Deuxième : 2 points - Troisième : 3 points - Quatrième ou complété à plus de 75 % : 4 points - Complété entre 50 et 75 % : 5 points - Complété 25 et 50 % : 6 points - Complété à moins de 25 % : 7 points - N'a pas participé (np) : 8 points - Disqualifié (dsq) : 8 points - En gras : pole position - En italique : meilleur tour en course - * : voiture partagée Légende (1932) - Vainqueur : 1 point - Deuxième : 2 points - Troisième : 3 points - Quatrième : 4 points - Cinquième : 5 points - Autre partant : 6 points - Disqualifié (dsq) : 6 points - N'a pas participé (np) : 7 points - En gras : pole position - En italique : meilleur tour en course - * : voiture partagée |                            |              |         |                      |               |            |               |               |        |            |               |             |                 |
| Voiture partagée (*) |                            |              |         |                      |               |            |               |               |        |            |               |             |                 |
| - ^ Grand Prix d'Italie 1931 : avec Louis Chiron. - ^ Grand Prix de l'ACF 1931 : avec Louis Chiron. - ^ Grand Prix de Belgique 1931 : avec Louis Chiron. - ^ Grand Prix d'Italie 1932 : reprend la voiture de Louis Chiron (abandon). - ^ Grand Prix de l'ACF 1935 : avec Bernd Rosemeyer. - ^ Grand Prix d'Espagne 1935 : avec Paul Pietsch. - ^ Grand Prix d'Italie 1936 : avec Rudolf Hasse. |                            |              |         |                      |               |            |               |               |        |            |               |             |                 |
| Motifs des abandons |                            |              |         |                      |               |            |               |               |        |            |               |             |                 |
| - A. : Différentiel - B. : Magnéto - C. : Transmission - D. : Boîte de vitesses - E. : Moteur - F. : Piston - G. : Moteur |                            |              |         |                      |               |            |               |               |        |            |               |             |                 |

### Victoires en Championnat d'Europe des pilotes
| no | Année | Manche | Grand Prix | Circuit         | Grille | Écurie                     | Voiture         | Résumé |
| -- | ----- | ------ | ---------- | --------------- | ------ | -------------------------- | --------------- | ------ |
| 1  | 1931  | 02/03  | France     | Linas-Montlhéry | 12e    | Automobiles Ettore Bugatti | Bugatti Type 51 | Résumé |

### Résultat aux 24 Heures du Mans
| Année | Équipe         | no | Voiture          | Moteur                       | Pneus    | Catégorie     | Équipier     | Grille | Tours    | Distance  | Résultat                     |
| ----- | -------------- | -- | ---------------- | ---------------------------- | -------- | ------------- | ------------ | ------ | -------- | --------- | ---------------------------- |
| 1931  | Équipe Bugatti | 4  | Bugatti Type 50S | Bugatti 5,0 l compresseur L8 | Michelin | C (3,0–5,0 l) | Louis Chiron | 23e    | 24 tours | 392,16 km | Abandon (Retrait volontaire) |